# Rue Bialik
La rue Bialik (en hébreu: רחוב ביאליק - Rehov Bialik) est une rue dans le centre historique de Tel Aviv qui regroupe un nombre important de petits immeubles de style Bauhaus des années 1930-1940.

## Situation et accès
La rue Bialik débute rue Allenby et se termine à la place Bialik, à l'intersection avec les rues Idelson et Rabenu Tam.
Cette petite rue, longue d'environ trois cents mètres, a su garder une uniformité dans le style de ses immeubles. La très grande majorité des bâtiments, entièrement rénovés pour le centenaire de la naissance de Tel Aviv en 2009, sont de style Bauhaus des années 1930-1940, qu'on peut rattacher au style international dont le leitmotiv était « la forme suit la fonction ». Le style international est caractérisé par des lignes claires, des angles droits et une décoration minimale, consistant principalement en des balcons saillants et occasionnellement des rebords avec arêtes pour produire une ombre affilée sur les murs inondés par le fort soleil méditerranéen.

## Origine du nom
La rue Bialik doit son nom à Haïm Nahman Bialik, l'un des plus grands poètes de langue hébraïque, qui vécut dans une des maisons de la rue, transformée maintenant en « musée Bialik ».

## Historique
En 1924, lors d'une cérémonie officielle en présence du poète lui-même, les autorités donnent officiellement à la rue son nom actuel.
Centre de la vie intellectuelle et artistique dans les années 1930, beaucoup d'artistes, de professeurs et de docteurs y habitaient. La rue, qui a gardé un charme un peu rétro, fait aujourd'hui l'admiration des nombreux touristes attirés par ses quatre musées: le musée du peintre Rubin, celui du poète Bialik, et les deux musées inaugurés à la fin des années 2000, celui du Bauhaus (en 2008) et celui de l'histoire de Tel Aviv - Jaffa (en 2009).

## Bâtiments remarquables et lieux de mémoire

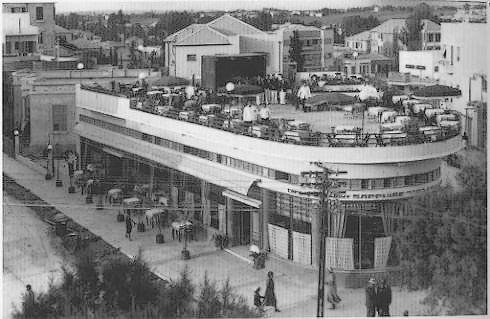
Le café Gan Ravé dans les années 1930-vue générale et plongeante sur la terrasse.

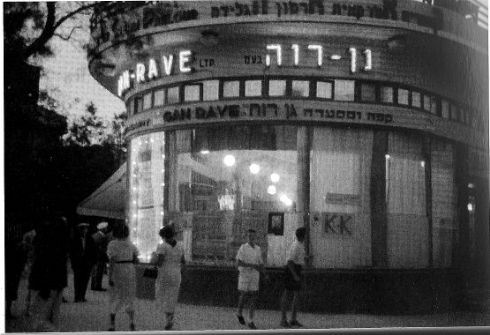
Le café Gan Ravé dans les années 1930.

## Bâtiments remarquables et lieux de mémoire[2]

### Café Sapphire
Ce bâtiment commercial situé au 2 rue Bialik, au carrefour avec la rue Allenby et la rue Tzernechovsky, est conçu et construit en 1932 par l'architecte David Tuvia, en style international Mendelsohn. Le coin arrondi, dû à l'angle aigu formé par les rues Bialik et Tzernechovsky, donne une impulsion dynamique à la construction.
Dès le début, il est occupé par un café et le restera au fil des années. Il prendra les noms de Café Sapphire, de Café Nightingale, de Café Gan Rave et depuis une quinzaine d'années, de Café Bialik. Quand Jacob Courbelnik ouvre en septembre 1932 le Café Sapphire, avec de larges baies donnant sur les trois rues et son toit-terrasse aménagé, il devient immédiatement un pôle d'attraction des habitants de Tel Aviv. Il attire aussi bien une foule d'étudiants que les nombreux intellectuels habitant le quartier. Le jeudi soir, la terrasse se transforme en piste de danse où les couples se déhanchent sur les dernières danses, tango, charleston ou foxtrot, importées d'Europe ou d'Amérique. Le journal Haaretz du 2 septembre 1932 s'enthousiasme pour cette nouvelle attraction urbaine : « Hier, au coin des rues Allenby et Bialik, s'est ouvert un nouveau café élégant digne des grandes capitales européennes… Dès l'ouverture, des centaines de personnes se sont massées devant les vitrines afin d'apprécier la décoration interne ».
Le 30 mars 2002, un attentat-suicide est commis dans le café par un jeune Palestinien. Il fait un mort et de nombreux blessés. L'attentat est revendiqué par les Brigades des martyrs d'Al-Aqsa.
En octobre 2007, alors que la ville tout entière se mobilise pour fêter le centenaire de la naissance de la Ville blanche, et que des crédits d'un montant de 250 000 shekels sont alloués par la municipalité pour la restauration de sept bâtiments de style Bauhaus de la rue Bialik, les autorités municipales autorisent Daniella Weiss, la propriétaire du bâtiment, à le démolir pour construire à la place une tour. Immédiatement les associations de riverains et des amis de Tel Aviv se mobilisent pour faire annuler cette décision. L'architecte Dan Levin est un des nombreux professionnels scandalisés à l'idée de détruire ce bâtiment :
« Ce qui s'est passé ici est très suspect. Si on respecte les règlements de la Commission des bâtiments, ce bâtiment doit être préservé. C'est clair et simple. Il existe six paramètres clés permettant de déclarer si un bâtiment doit être préservé : sa conception; sa construction; son architecte; son emplacement; sa valeur historique et sociale et sa condition physique. Sur le papier, ce bâtiment répond à tous les critères requis : en termes de conception, il représente de manière exemplaire le style international; en termes de construction, il est la démonstration d'une utilisation unique de matériaux de construction comme le verre, l'acier et le béton; l'architecte qui l'a construit, Tuvia, est un architecte de renom responsable de l'aménagement urbain secondaire; en termes de localisation, il se trouve à la jonction de plusieurs rues et constitue une ouverture sur la rue Bialik; en tant que café, il possède une grande valeur sociale, et en termes de condition physique, le bâtiment est conservé en excellent état, très proche de sa forme initiale. Si vous considérez que ce bâtiment n'est pas digne d'être conservé, alors aucun bâtiment de la ville mérite d'être préservé.  »

Pour Azriel Pearl, l'un des militants les plus actifs dans l'association des résidents contre la démolition du bâtiment : 
« Il est impossible de comprendre pourquoi la ville a donné l'autorisation de démolir ce bâtiment. Nous avons envoyé des lettres à tous les responsables, nous avons rencontré le directeur du Conseil pour la préservation et la conservation des sites…maintenant, tout ce qui nous reste est de continuer à nous battre et à essayer de tirer parti des dissensions entre les décisionnaires. Nous avons fait passer une pétition qui a recueilli plusieurs milliers de signatures, .. mais malheureusement, il semble de nos jours que l'argent a plus de pouvoir que les signatures des habitants qui aiment leur ville. »

Dans une interview réalisée par la radio militaire israélienne Barka'i, Jeremy Hoffman, directeur de la conservation à la municipalité de Tel Aviv, affirme : 
« Ce bâtiment ne répond pas aux critères, dont celui de masse minimale qui permet de maintenir le tissu urbain existant, et il crée un trouble. La rue Allenby que vous voyez aujourd'hui n'est pas la même que celle que vous verrez dans quinze ans. Il s'agit de critères d'équilibre des masses. »

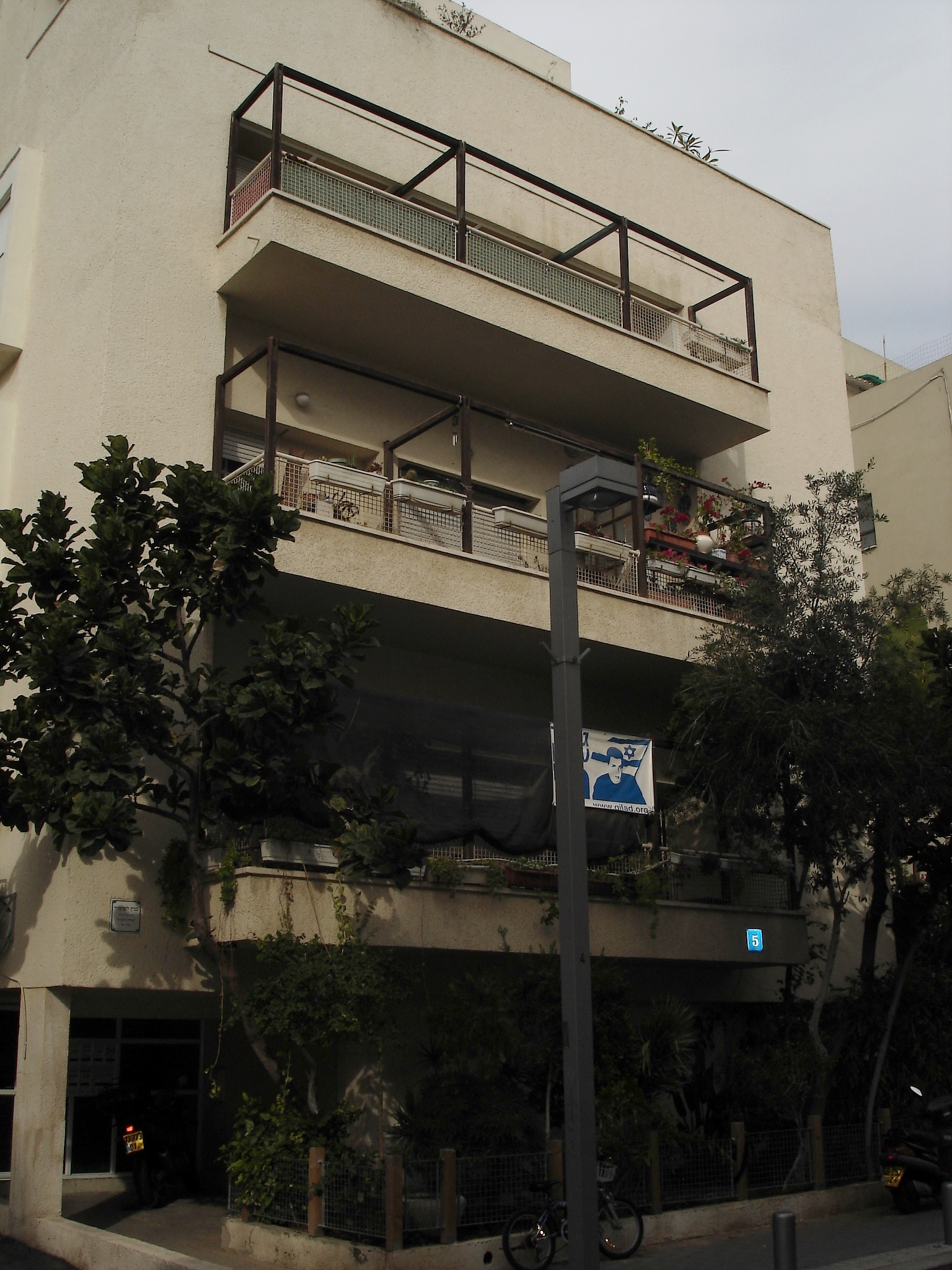
L'immeuble Avezerman.

En 2023, le Café Bialik existe toujours.

### Immeuble Avezerman
Situé 5 rue Bialik, ce bâtiment résidentiel construit en 1938 dans le style moderne, typique des années 1940, recouvre l'ensemble de la parcelle. Les balcons sur la façade avant sont équipés d'un garde-corps en verre et d'une pergola en bois, assez inhabituels pour les constructions de l'époque. Un autre élément remarquable pour cette époque en Israël, est la présence d'un bidet dans les salles de bains, indiquant que l'immeuble était destiné à la petite bourgeoisie.
L'architecte Shlomo Asher Ginzburg (1906-1976), surnommé Sha’ag, arrive en Israël à l'âge de 17 ans et effectue ses études au Technion, à Haïfa où il enseignera plus tard. Il se marie en 1933 avec Genia (Eugenie) Averbuch (1909–1977), l'architecte de la place Dizengoff à Tel Aviv, mais dont il se séparera quelques années plus tard.

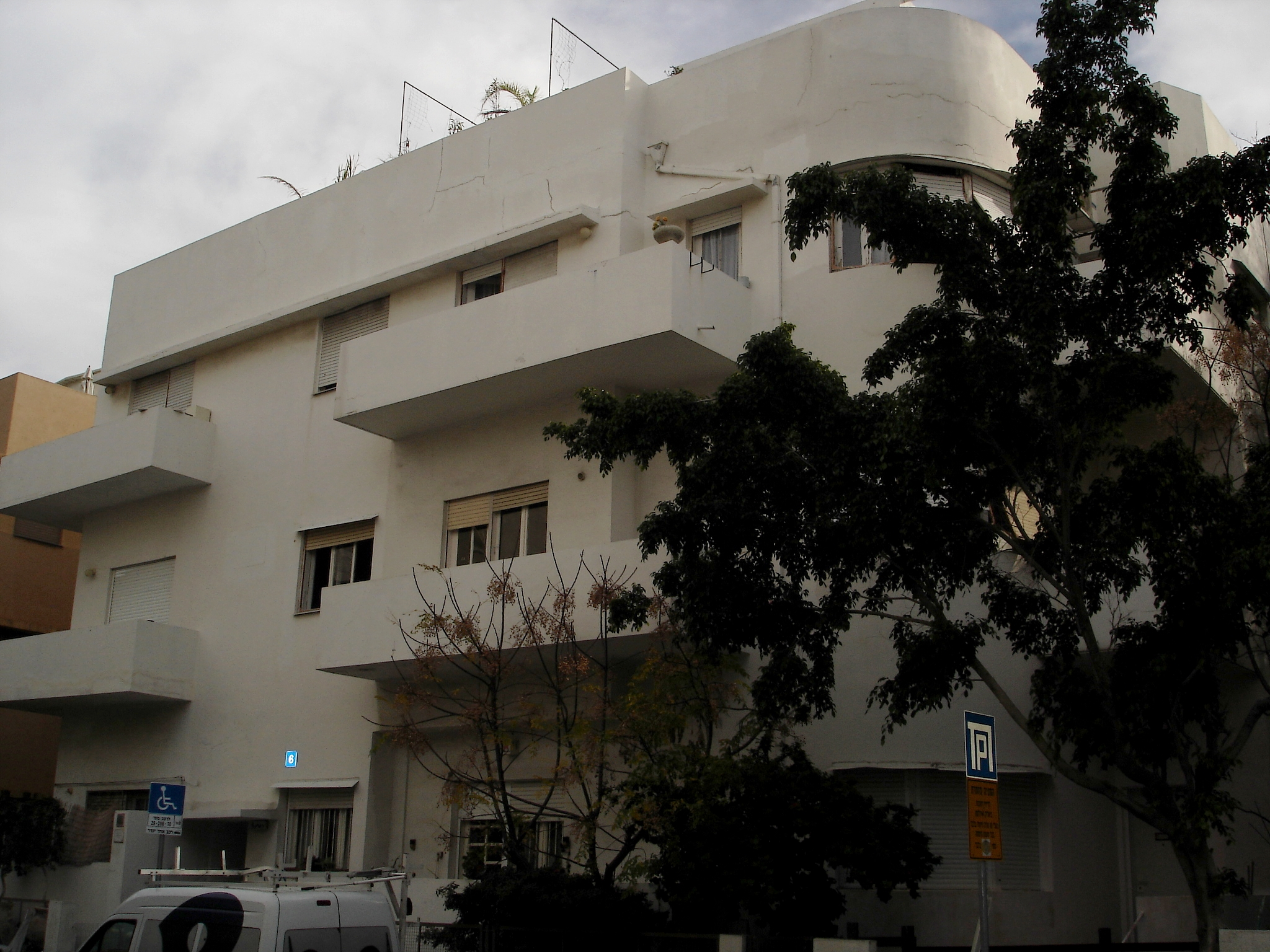
L'immeuble Goldin

### Immeuble Goldin
Situé 6 rue Bialik, ce bâtiment résidentiel a été construit en 1931. L'élément frappant est la concentration de la composition environnant la partie arrondie du bâtiment. Les balcons saillants avec garde-corps en béton peints en blanc, donnent à l'ensemble l'allure d'un cube peint en blanc.
L'architecte Yitzhak Schwartz étudie à Czernowitz avant d'émigrer en Israël en 1921. Au début des années 1920, il travaille comme ingénieur en bâtiment pour la municipalité de Tel Aviv.

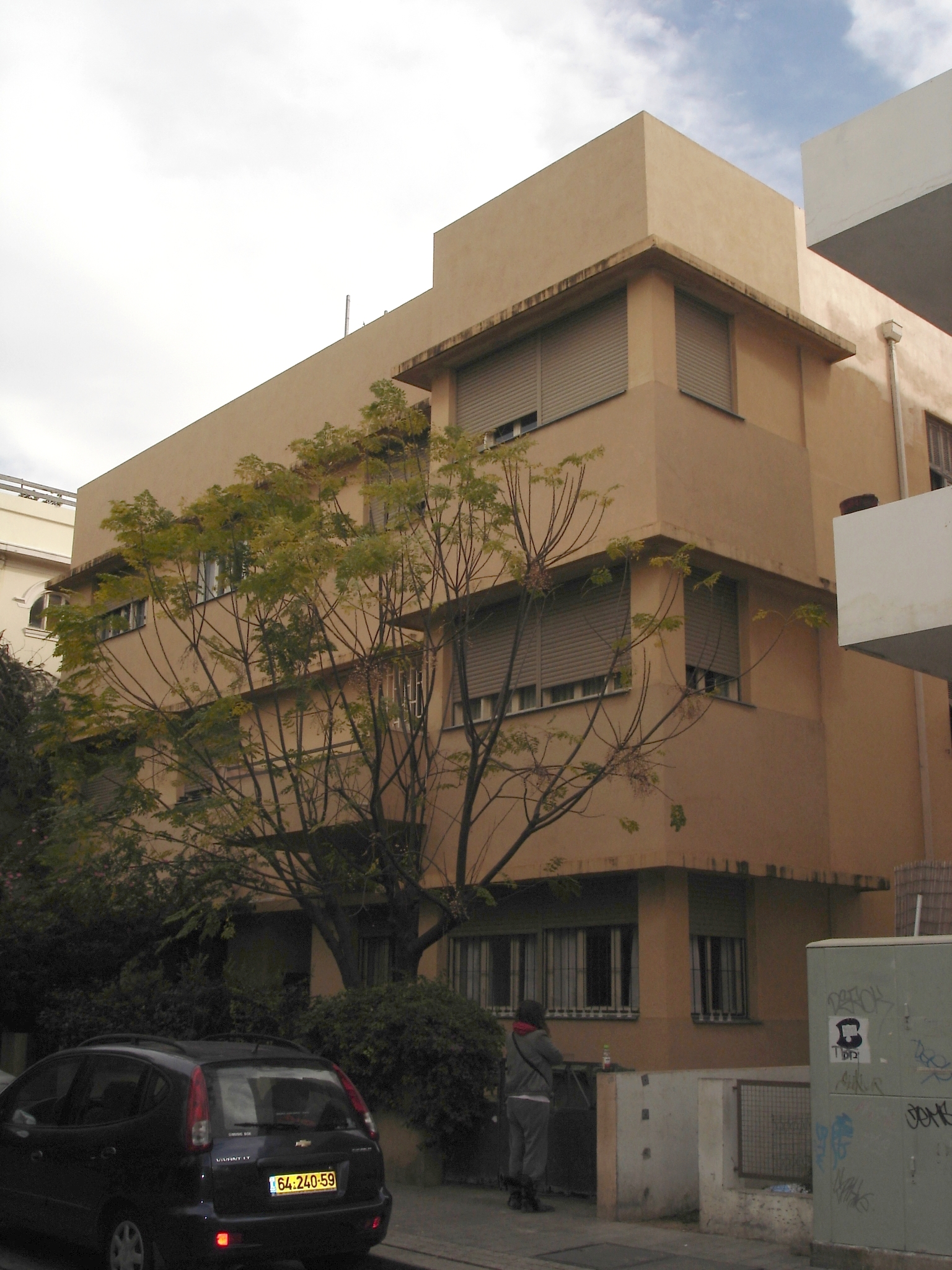
L'immeuble du Dr Krinsky

### Immeuble duDrKrinsky
Ce bâtiment de couleur beige saumoné, construit en 1933 pour le Dr Krinsky, est un petit immeuble de deux étages dont la façade sur rue se trouve sur deux plans, accentués par un imposant balcon saillant. Le marquage de l'horizontalité est donné ici par les ombres formées par une petite corniche au-dessus des fenêtres et par des lignes horizontales produites par une texture différente de l'enduit. Le Dr Krinsky est mort le jour de la pendaison de crémaillère et son enterrement fut suivi par la majorité des résidents de la rue.
L'architecte, Yaakov Ornstein (1886-1953) fait ses études à Vienne et émigre en Israël en 1920. Il est surtout connu pour être le coarchitecte avec Shlomo Liasskovsky de l'immeuble Polishuk situé place Magen-David à Tel Aviv. Il est l'époux de Margalit Ornstein (née Oppenheimer) qui établit en 1921 le conservatoire Beit Leviim, première école de danse en Israël.

### Musée Rubin

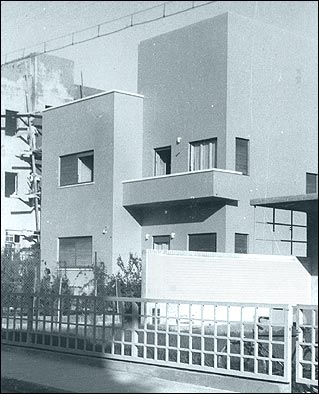
La maison Rubin dans les années 1930

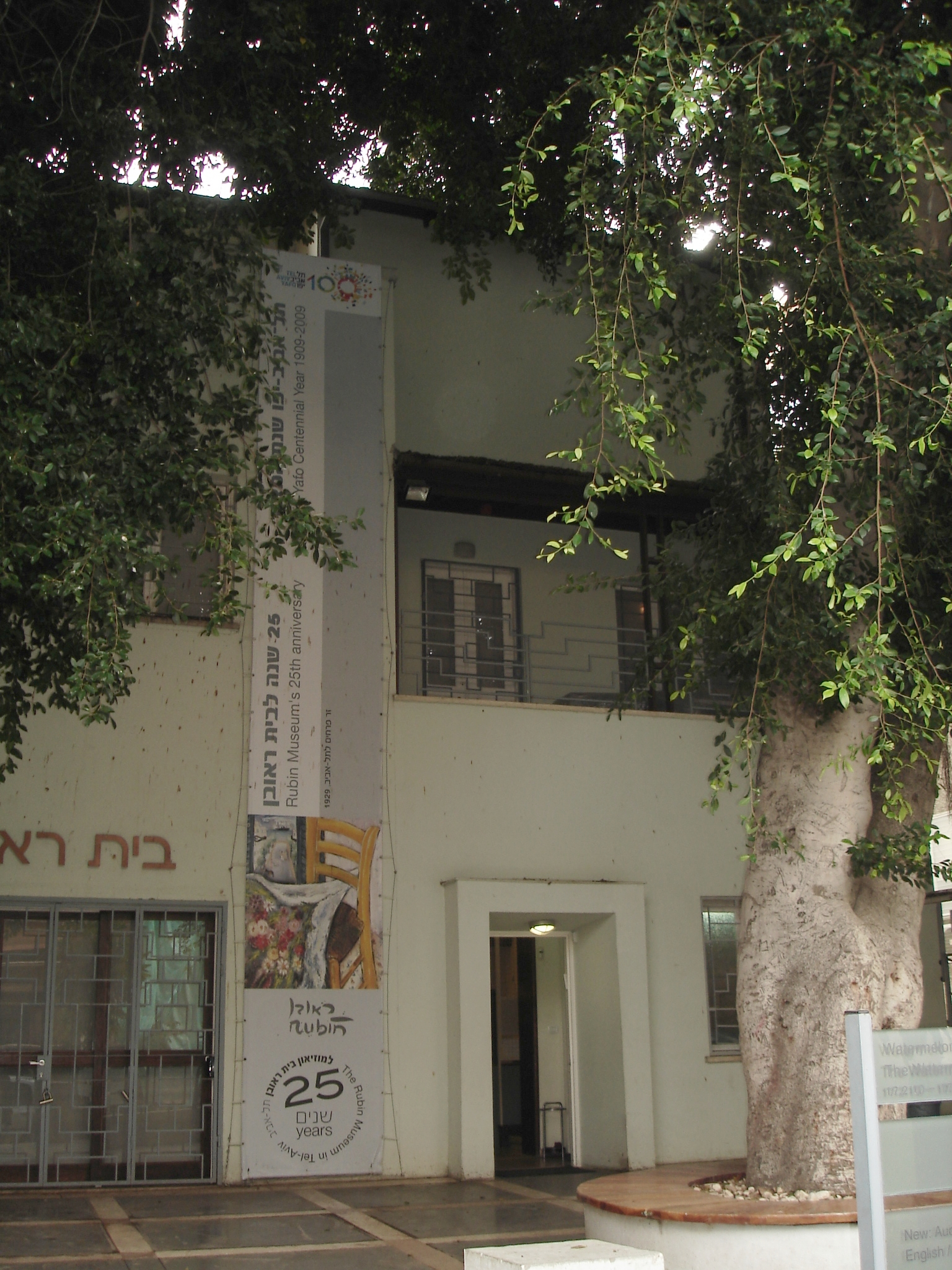
Le Musée Rubin en 2010

Le musée Rubin est situé au 14 rue Bialik, dans la maison même qui servit d'atelier à Reuven Rubin. Le bâtiment a été considérablement transformé et ne ressemble que très peu à son aspect d'origine, aux lignes dénudées selon le pur style Bauhaus. La maison était composée de deux cubes de hauteurs différentes, dont celui en retrait possédait un balcon saillant. Le jardin sur le devant avec des plantations légères permettait d'admirer le bâtiment.
Actuellement, les arbres qui ont poussé dans le jardin ne permettent plus que de deviner le bâtiment.
La maison est construite pour la famille Teoplitz en 1924, par l'architecte Pinhas Bijonski (ou Bikounski). Celui-ci fit ses études en Allemagne, avant d'émigrer en Israël où il mourut à l'âge de 107 ans.
Reuven Rubin, né Reuven Zelicovici, l'un des plus grands peintres israéliens, d'origine roumaine, habite cette maison de 1946 jusqu'à sa mort en 1974. Plusieurs peintures de Rubin représentent la rue Bialik et ses environs directs. Quelques mois avant sa mort, il lègue sa maison et son atelier avec un lot important de peintures à la ville de Tel Aviv.
La ville de Tel Aviv en fait un musée, le musée Rubin (בית ראובן ou Maison Rubin), qui ouvre ses portes en 1983. Le musée possède 45 tableaux de Rubin, et présente aussi des expositions temporaires. L'atelier de l'artiste au troisième étage, préservé comme à l'époque de Rubin, se visite. Le musée est géré par la Fondation du Musée Rubin, dont le président est le maire de Tel Aviv, avec trois administrateurs représentant la ville (dont le maire), un représentant du Ministère de l'éducation et de la culture et trois représentants de la famille Rubin. À ce jour, en mai 2010, le directeur et curateur du musée est Carmela Rubin, belle-fille de l'artiste.

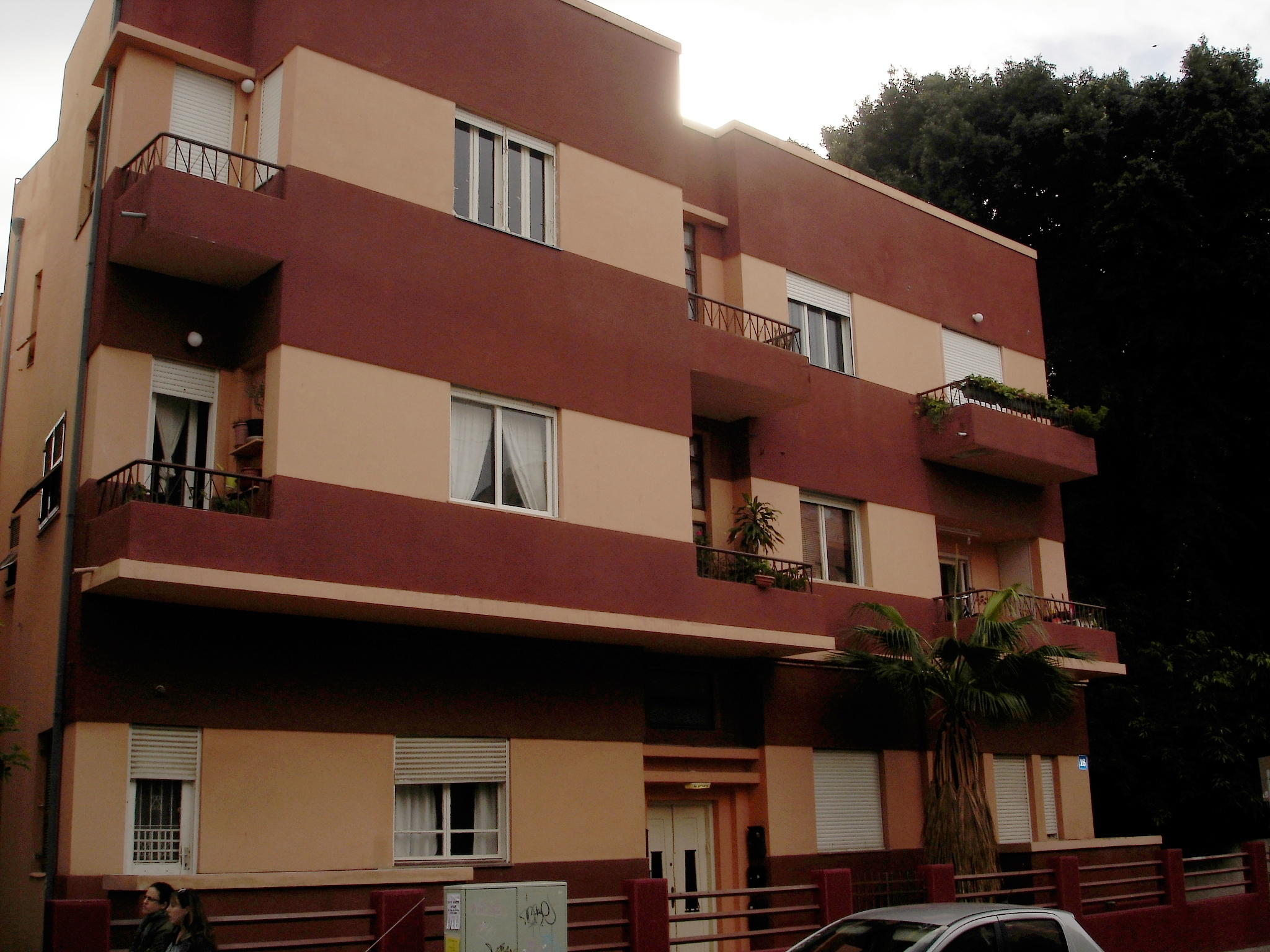
L'immeuble Palskovski

### Immeuble Palskovski
Construit en 1932, cet immeuble de deux étages, situé 16 rue Bialik, montre le passage dans l'œuvre de l'architecte Yehuda Magidovitch (1886-1961), du style éclectique au style international. Le rez-de-chaussée du bâtiment est rectiligne, alors que les premier et second étages présentent une avancée de type balcon fermé et des retraits, créant ainsi des divisions dans la masse de l'ensemble. L'horizontalité est soulignée par des couleurs différentes et tranchées de l'enduit. Ces couleurs inhabituelles pour l'époque, contrastent avec l'esprit de la « Ville blanche ». L'immeuble a été construit en intégrant une maison d'un étage datant des années 1920, ce qui a imposé certaines contraintes à l'architecte.
Magidovitch fait ses études à Odessa et s'embarque en 1919 vers la Palestine à bord du Roslan. Il est nommé premier ingénieur en bâtiment de la Municipalité de Tel Aviv par Meir Dizengoff, maire de la ville.

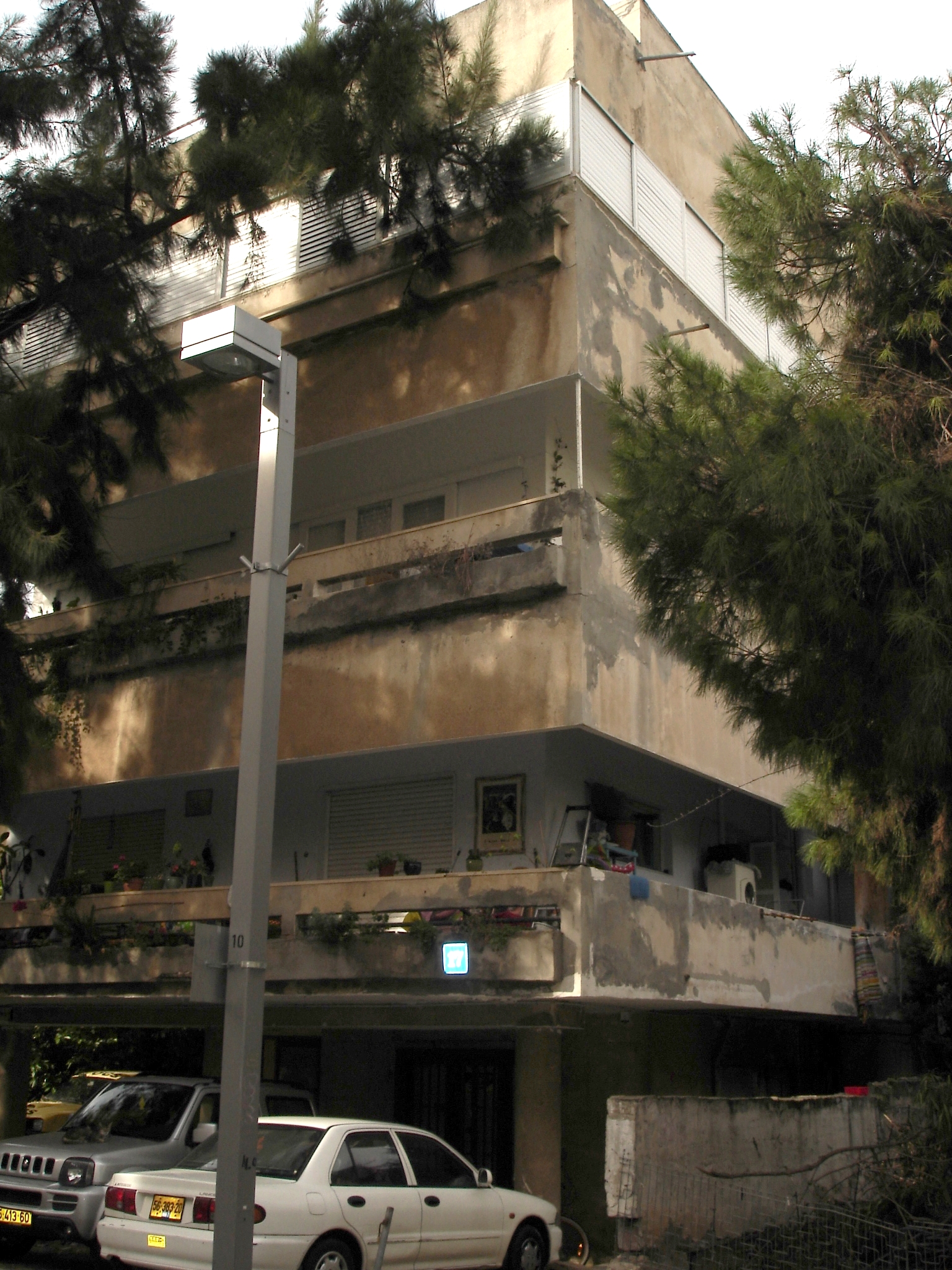
Immeuble Yerhovsky

### Immeuble Yerhovsky
Ce bâtiment résidentiel de trois étages, de style international, situé 17 rue Bialik, a été construit en 1937 sous la forme de deux blocs reliés entre eux par un jardin. La structure repose sur des colonnes permettant une circulation au niveau du rez-de-chaussée, montrant une influence de l'architecte franco-suisse Le Corbusier. Les balcons assez profonds entourent la façade et leur garde-corps en béton, séparé de leur balustrade aussi en béton par un espace vide formant une fente, fournit un jeu d'ombres sur le mur du fond et accentue les lignes horizontales. La cage d'escalier, bien qu'assez délabrée, est recouverte de céramiques jaunâtres dans le style de l'époque.
L'architecte Shlomo Ponaroff établit ses bureaux dans l'immeuble. Né en Russie, il arrive en Israël en 1919 à bord du Roslan, et après avoir été enrôlé dans l'armée turque, déserte et rejoint l'armée britannique en Égypte. Il part ensuite faire ses études en Amérique à l'Université Harvard, avant de retourner en Israël et devenir ingénieur pour la municipalité de Jérusalem.
Les propriétaires actuels de l'immeuble sont de la famille Polani, dont une des membres, Hanna Polani, est surtout connue pour avoir été la reine Esther de la Adloyada Parade de 1929, organisée à Tel Aviv pour Pourim par le peintre, danseur et organisateur de fêtes, Baruch Agadati (1895-1976). Hanna Polani devint par la suite une grande amie de la famille du peintre Rubin.

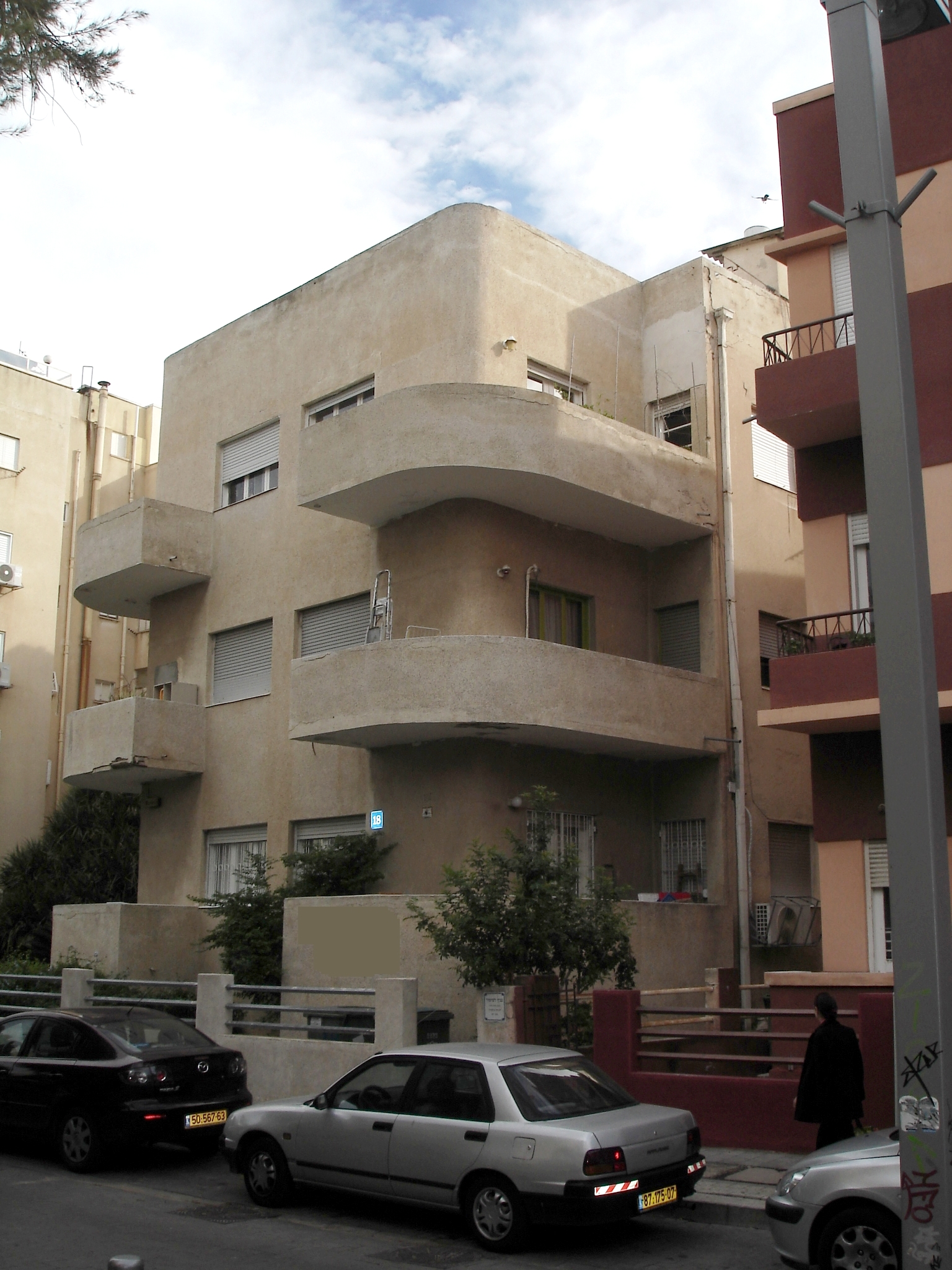
L'immeuble Peltzman & Wecht

### Immeuble Peltzman & Wecht
Situé 18 rue Bialik, ce petit immeuble résidentiel de deux étages sur rez-de-chaussée, en forme de L, sur une parcelle totale de 867 mètres carrés, possède un petit jardin privatif de 200 mètres carrés donnant sur la rue. Construit en 1934-1935. Il possède les caractéristiques typiques des immeubles Bauhaus : les balcons en béton, aux lignes arrondies, donnent au bâtiment une apparence horizontale et dynamique, en contraste avec la ligne verticale de la fenêtre de la cage d'escalier habillée de lamelles de verre. Les architectes ont aménagé deux appartements de cinq chambres (soit six/sept pièces) et trois appartements de quatre chambres (soit quatre/cinq pièces).
Les architectes sont les frères Eliayu et Emanuel Friedman, dont on ignore presque tout de la vie, sauf qu'ils ont fait leurs études au Technion à Haïfa. L'immeuble a été un des tout  premiers à être restaurés par la municipalité de Tel Aviv.

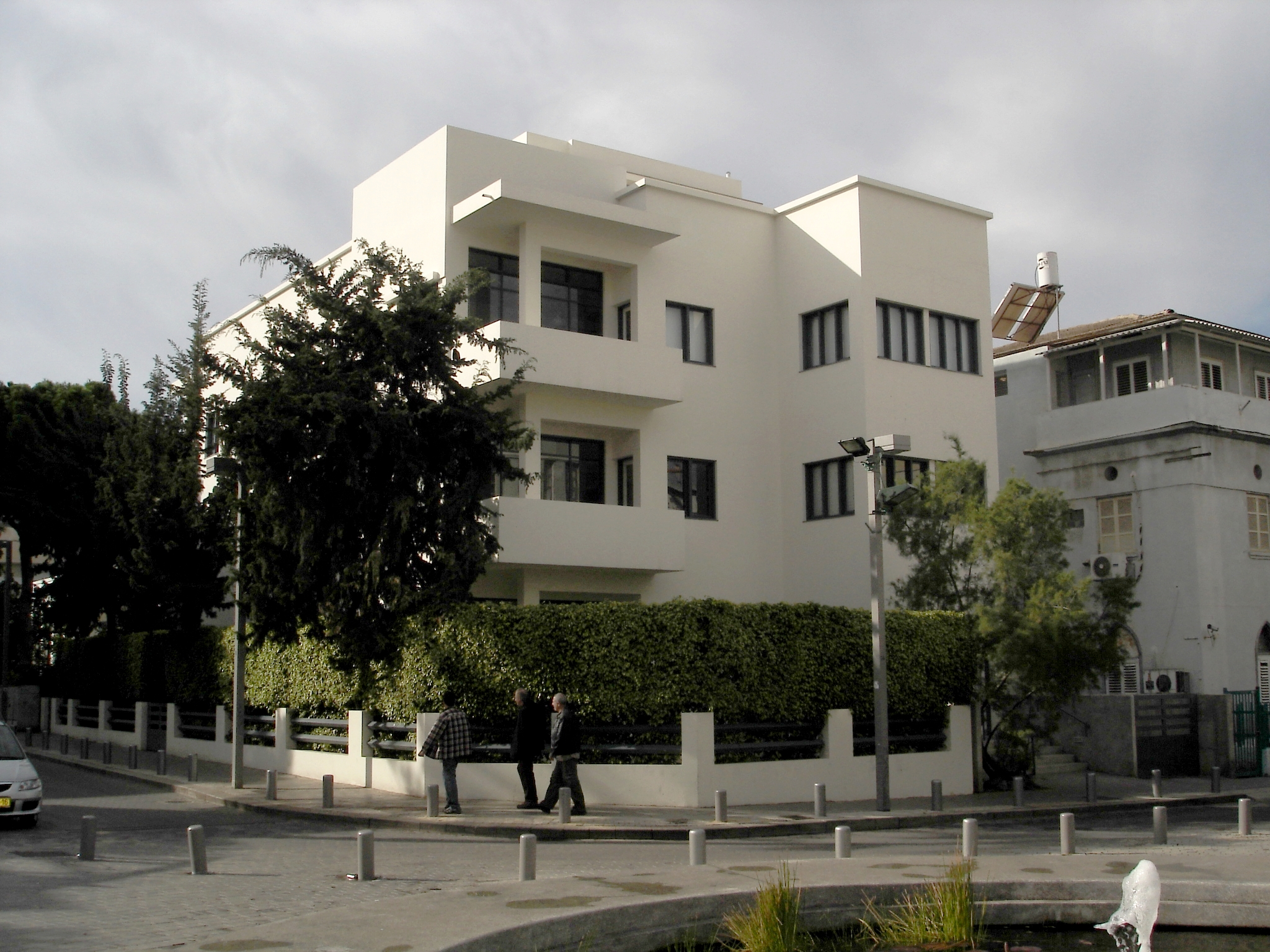
La maison Shlomo Yafe- Façade place Bialik

### Maison Shlomo Yafe - Musée du Bauhaus

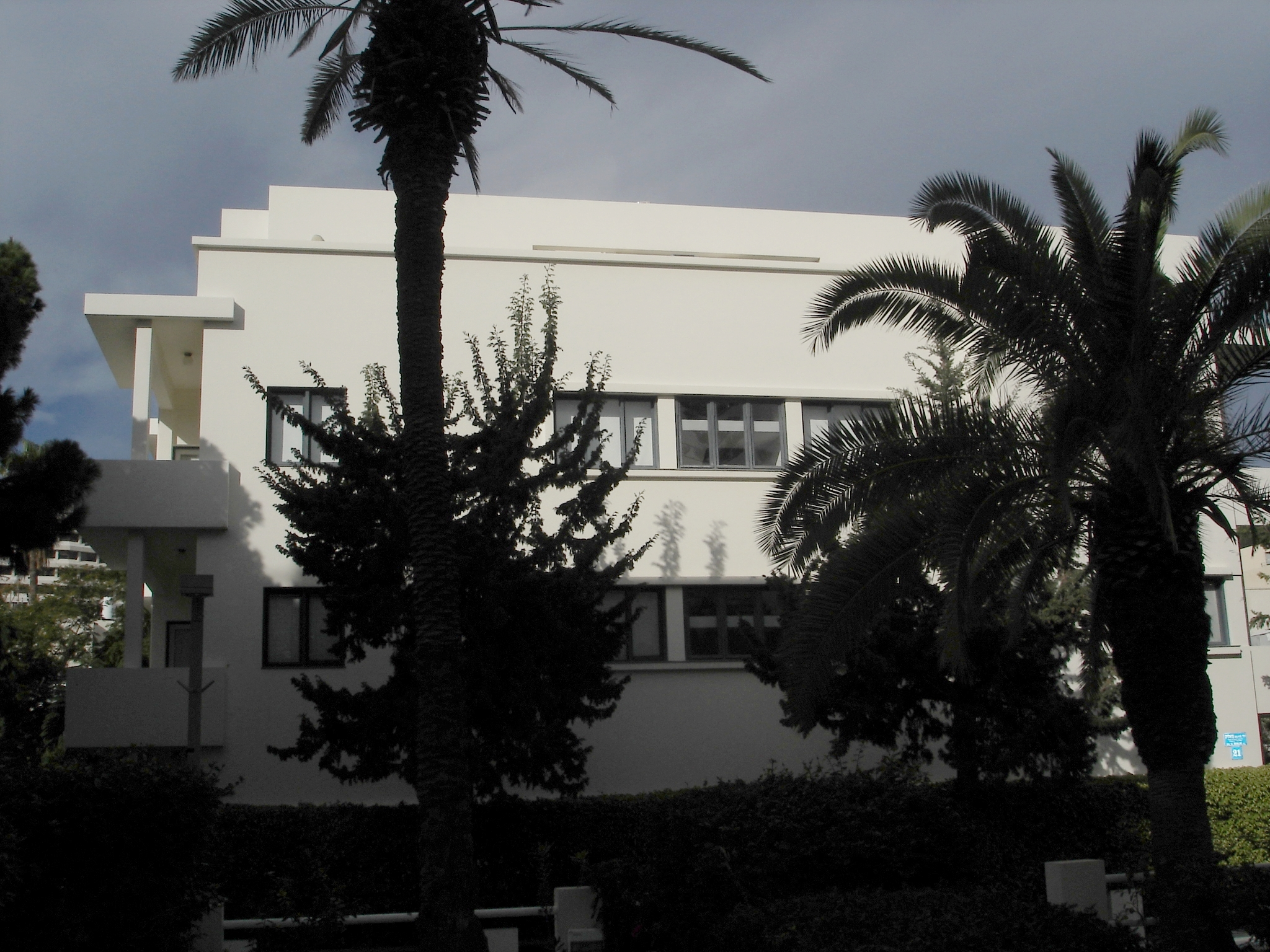
La maison Shlomo Yafe- Façade rue Bialik

La maison Shlomo Yafe, située 21 rue Bialik, fait l'angle entre la rue Bialik et la place Bialik et se trouve juste en face de la maison du poète Bialik. Petit immeuble de deux étages sur rez-de-chaussée, construit en style international par l'architecte Shlomo Gepstein en 1935, soit onze ans après la maison de Bialik, il se présente comme un cube blanc avec sur la rue Bialik une façade uniforme percée de deux rangées de fenêtres traçant des lignes horizontales. La façade sur la place Bialik est divisée verticalement en trois parties, la partie centrale en retrait par rapport aux deux autres, dont l'une ouverte formant balcons.
L'architecte Shlomo Gepstein (1882-1961) est né à Odessa et a fait ses études à Saint-Pétersbourg avant de quitter la Russie pour l'Allemagne en 1922 et s'installer en Israël en 1924. Activiste, journaliste, homme d'affaires et directeur de presse, il siège au conseil municipal de Tel Aviv. C'est un grand ami et partisan de Jabotinsky.
Dans les années 1990, le bâtiment est totalement noir et en très mauvais état, à l'exception du rez-de-chaussée occupé par une clinique dentaire municipale. En 1999, le philanthrope Ronald Lauder achète le bâtiment et le fait restaurer en 2000 par Boubi Luxembourg et Nahoum Cohen puis plus récemment par Tal Eyal. En avril 2008, la galeriste Daniella Luxembourg y ouvre au rez-de-chaussée sur 130 mètres carrés, un petit musée consacré au Bauhaus,.

### Musée Bialik

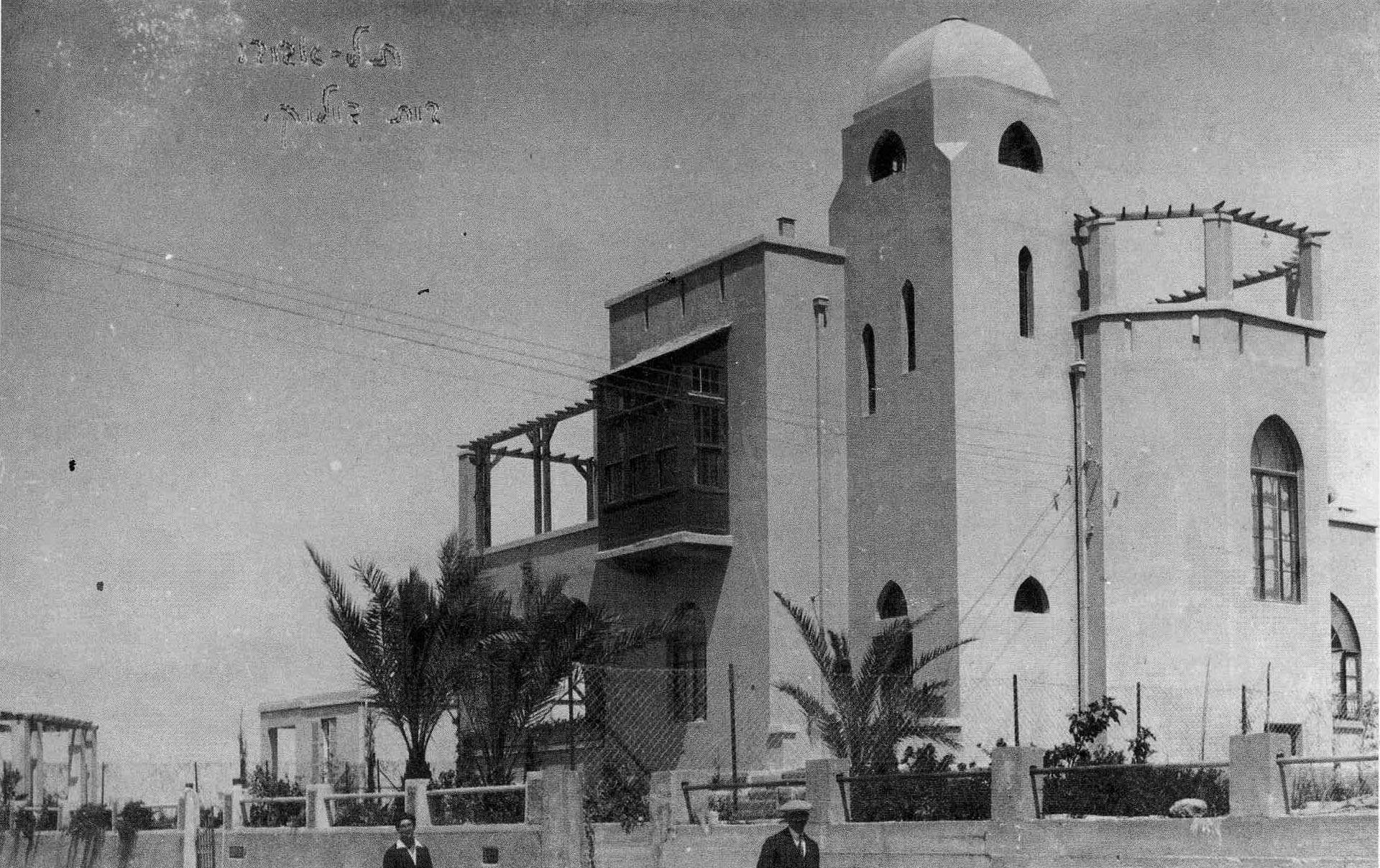
La maison de Bialik dans les années 1920.

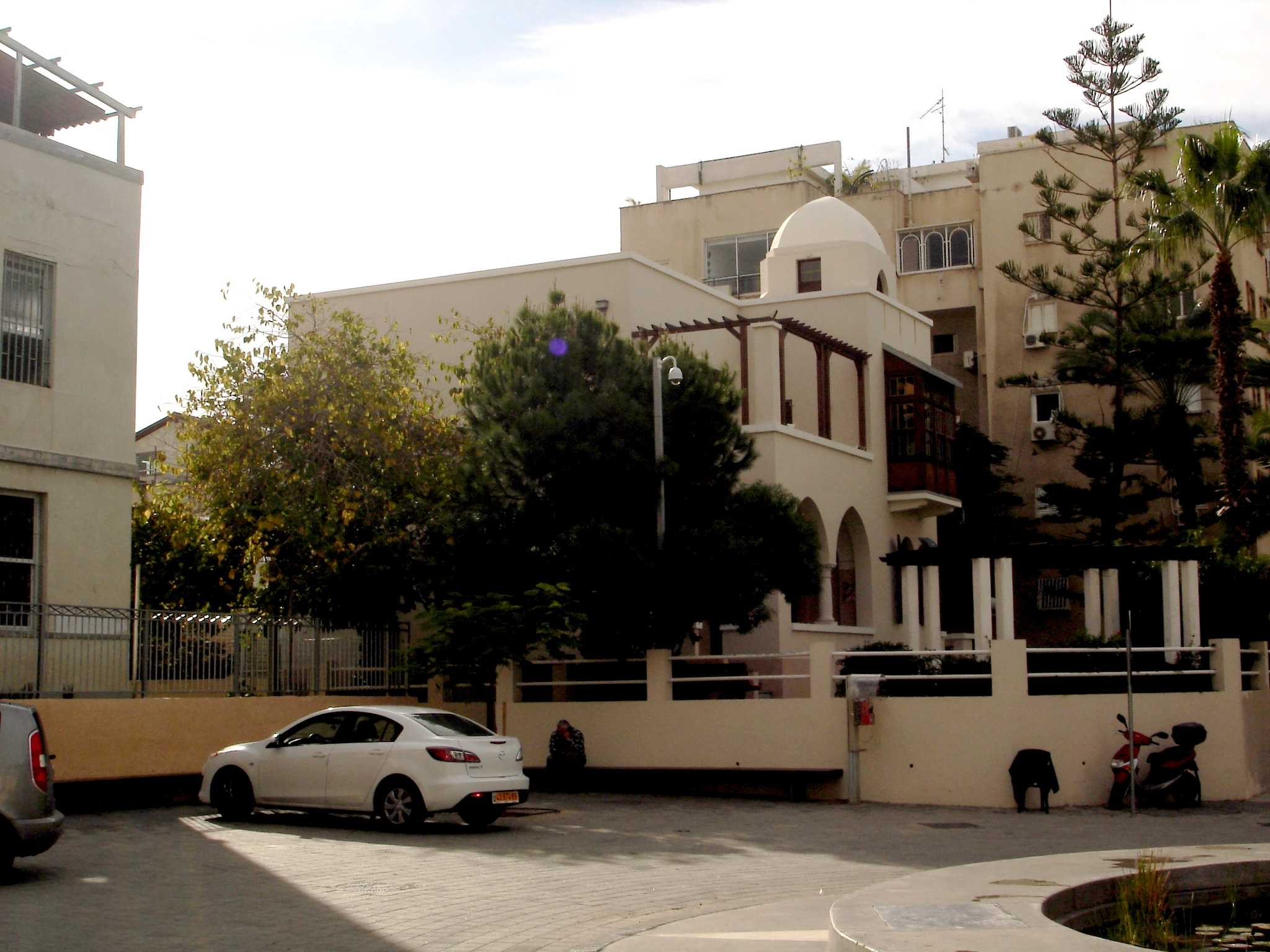
La maison de Bialik, vue de la place Bialik

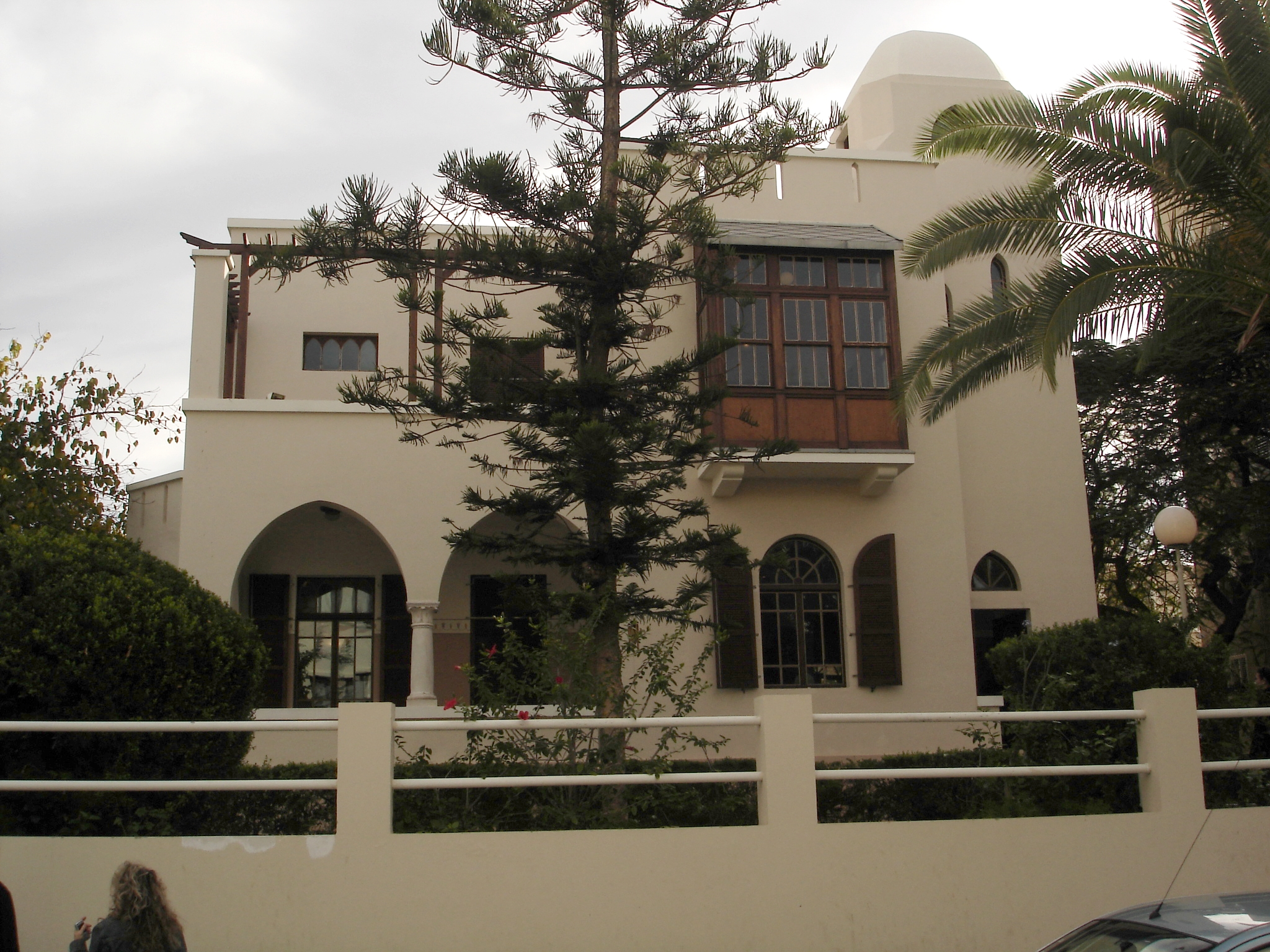
La maison de Bialik en 2010, après restauration

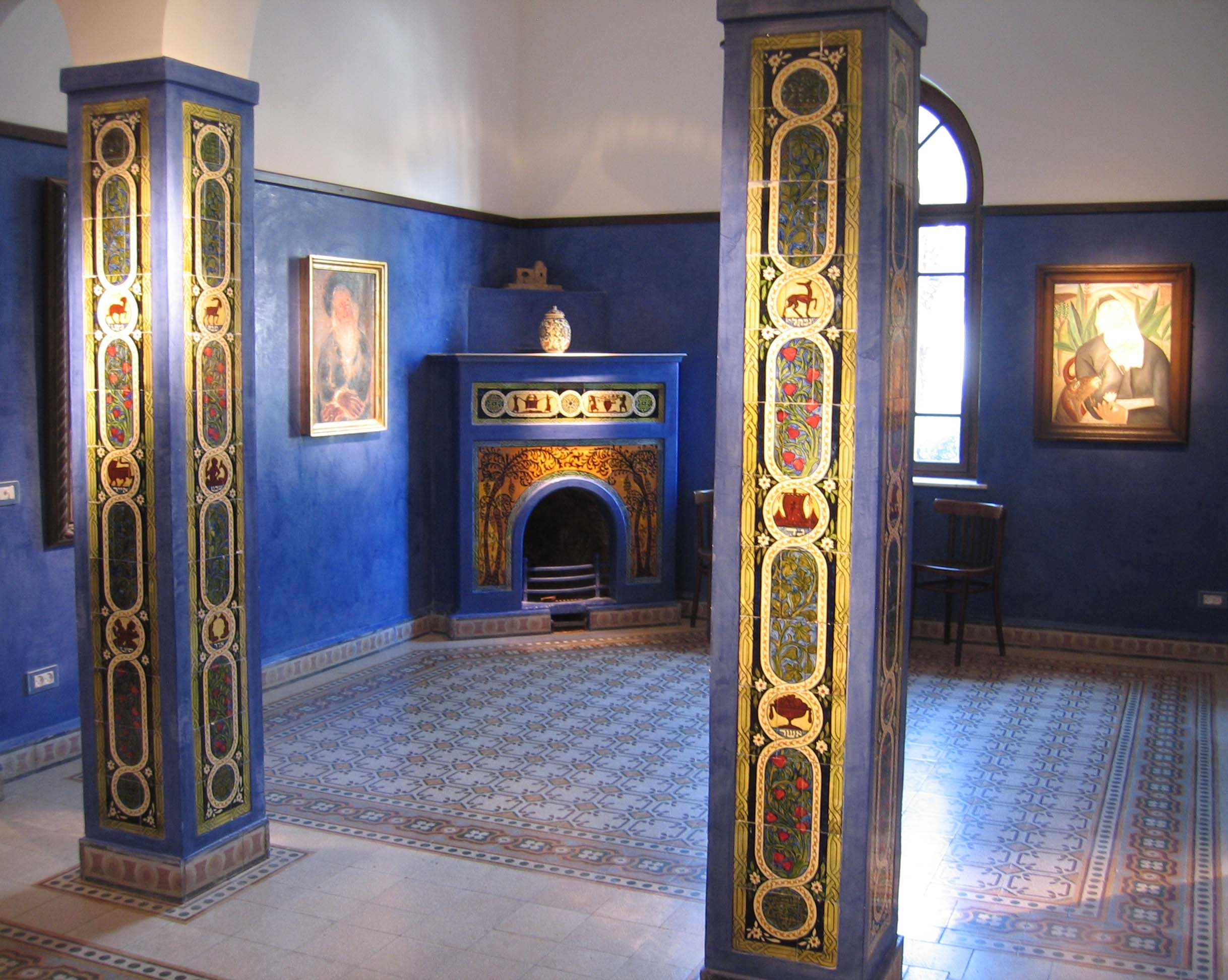
La salle de réception avec carrelage au sol, sur les colonnes et sur la cheminée

Située 22, rue Bialik, la maison du poète Haïm Nahman Bialik est devenue le musée Bialik.
Elle est construite en 1924-1925 par l'architecte Joseph Minor, élève de l'architecte d'origine allemande Alexander Baerwald. Tous les deux font partie d'un groupe d'architectes nouvellement émigrés en Israël, qui essaient de développer un « style juif » d'architecture, en combinant les formes des bâtiments occidentaux avec les éléments stylistiques caractéristiques du Moyen-Orient ou ayant été utilisés ou supposés avoir été utilisés dans l'ancien Royaume d'Israël. Tandis que l'intérieur est en style Arts & Crafts populaire alors dans le Nord de l'Europe, les éléments d'inspiration orientale comprennent la tour, les terrasses extérieures, les dômes, les fenêtres et arcades à arc brisé en tiers-point et l'abondance du carrelage. Le carrelage le plus remarquable se trouve dans la salle de réception au premier étage. Cette pièce peinte en bleu, possède un carrelage au sol, mais aussi des colonnes carrées et une cheminée revêtues de carreaux. Les carreaux des colonnes représentent des thèmes hébraïques, tels que les douze mois de l'année juive ou les douze tribus d'Israël. Ces carreaux en céramique sont des œuvres d'art produites par l'École des Beaux-Arts de Bezalel sur des dessins de Ze'ev Raban.
Bialik né en 1873 à Rady, près de Jytomyr en Ukraine, quitte l' Union soviétique en 1921 et s'installe à Berlin. En 1923, pour fêter ses cinquante ans, il publie une édition de luxe de ses écrits, en quatre volumes reliés de cuir, sur papier filigrané avec les dates de l'artiste et décorées de gravures de Joseph Budko. Le livre a immédiatement beaucoup de succès et Bialik gagne une somme suffisamment importante pour pouvoir se faire construire une maison en Israël. Il achète par l'intermédiaire de la société Geula, un terrain à Tel Aviv, près de la rue Allenby, alors en pleins travaux de construction. Bialik arrive en Israël avec sa femme en mars 1924.
La construction de la maison est réalisée par la société Solel Boneh, et contrôlée par Eliezer Kaplan, qui deviendra plus tard le premier ministre des finances de l'État d'Israël. Minor non seulement dessine les plans de la maison mais fait aussi réaliser tout le mobilier et les aménagements intérieurs, portes et fenêtres. Ceux-ci sont exécutés par le menuisier Avraham Krinitzy, qui devint par la suite maire de Ramat Gan. La maison est inaugurée pendant les fêtes de Souccot de 1925.
Bialik va habiter cette maison pendant dix ans de 1924 à 1933, mais ces dix années seront infructueuses pour lui. Il se promène dans la rue avec son chien ou reçoit de très nombreux visiteurs et admirateurs. Il aime aussi discuter sur sa terrasse avec ses amis dont le peintre Rubin. En 1933, il déménage à Ramat Gan et se remet alors à écrire. Très content de sa maison de Tel Aviv, il demande au même architecte, Joseph Minor, de lui construire une nouvelle maison. Mais il meurt peu de temps après le 4 juillet 1934 des suites d'une opération des calculs biliaires.
Bialik n'a pas laissé de testament. L'association Bialik, créée pour commémorer la mémoire du poète et préserver son héritage littéraire, décide de rénover la maison et d'en faire un centre culturel consacré à la culture hébraïque. Son but déclaré:
« La maison de Bialik fait partie du patrimoine national. C'est la maison du peuple d'Israël en Eretz-Israel et en Diaspora. Faisons de cette maison le grenier de l'esprit de la culture hébraïque: que la lumière que le poète y a allumée ne s'y éteigne jamais! La maison servira comme lieu de conservation pour tous les sujets le concernant, lui et son œuvre; comme lieu de réserve pour le folklore hébreu; comme lieu de rassemblement pour les écrivains de langue hébraïque et comme centre pour la culture hébraïque.  »
L'écrivain et professeur Shlomo Hillels (1873-1953) est nommé administrateur de la maison. Lors de la rénovation de la maison, la chambre à coucher et la cuisine du poète sont détruites, ce qui lui sera reproché, bien que son cabinet de travail et sa bibliothèque soient soigneusement conservés, ainsi que ses livres et manuscrits. La maison ouvre au public le 30 juin 1937, trois ans jour pour jour après le décès de Bialik selon le calendrier hébraïque.
La maison de Bialik est divisée en trois parties : les archives comprenant plus de 300 manuscrits de Bialik et de dizaines d'autres d'écrivains, ainsi que des milliers de lettres écrites ou reçues par Bialik; la bibliothèque du poète contenant plus de 3 500 livres, dont de nombreux dédicacés par leurs auteurs. D'autres livres ont été rajoutés par la suite, provenant de donations ou d'achats par l'Association; le musée présentant Bialik dans la vie courante, parmi ses meubles et ses nombreuses peintures.
Hillels reste moins de deux ans à la tête de la maison de Bialik, mais il réussit à faire de cette maison un centre culturel, artistique et touristique très important qui attirera pendant les cinquante années suivantes aussi bien les enfants des écoles, que les universitaires et les artistes.
Hillels est remplacé par le journaliste originaire de Galicie et ami de Bialik, Moshe Ungerfeld (1898-1983) qui va diriger la maison pendant quarante cinq années. Il commence alors à assembler une énorme collection de manuscrits dont certains très rares, datant de l'origine du journalisme. Dans les années 1980, cette collection avoisine les 60 000 volumes.
La maison elle-même mal entretenue, se détériore et subit de nombreuses modifications au cours des ans. En 1984, la municipalité de Tel Aviv-Jaffa décide une restauration complète de la maison et de ses collections. Celle-ci est fermée au public et en raison de problèmes financiers, ne peut rouvrir ses portes qu'en septembre 1991. La maison est rétablie dans son aspect original et la bibliothèque et les archives sont recentrées sur Bialik, son entourage et son époque.

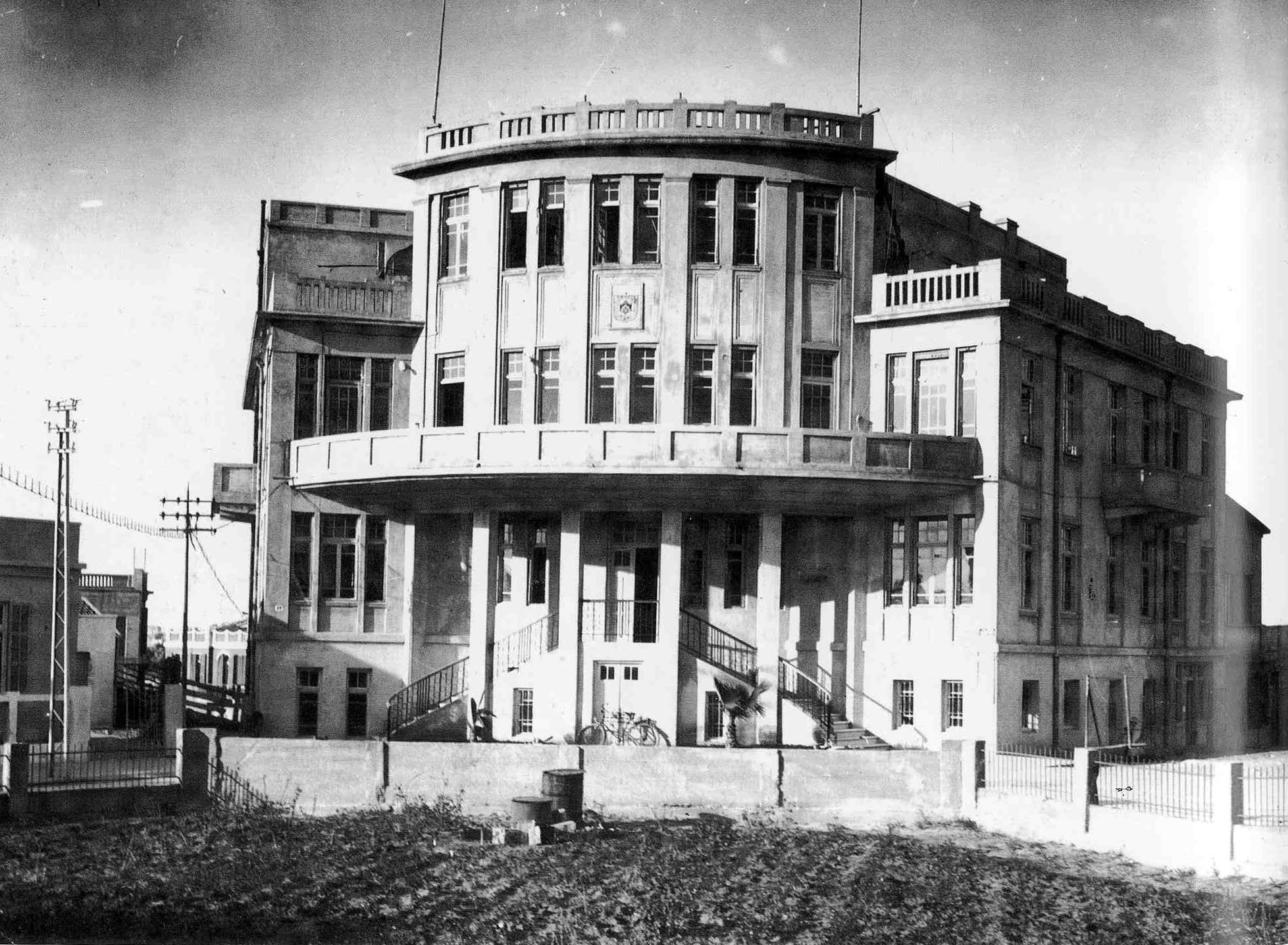
La place Bialik dans les années 1920, avec l'ancien hôtel de ville

## Place Bialik
Située à la fin de la rue Bialik, cette place est bordée du côté sud par la maison Bialik et par la maison Shlomo Yafe, du côté est par le Centre de musique Felicja Blumental et vers le nord par l'ancien bâtiment de la mairie de Tel Aviv.
Dans les années 1920, un jardin occupe le centre de la place. Celui-ci sera rapidement réduit en taille afin de faciliter le trafic hippo et automobile. En 1971, la municipalité décide de transformer l'ancien hôtel de ville en un musée historique et en même temps de réaménager son environnement.

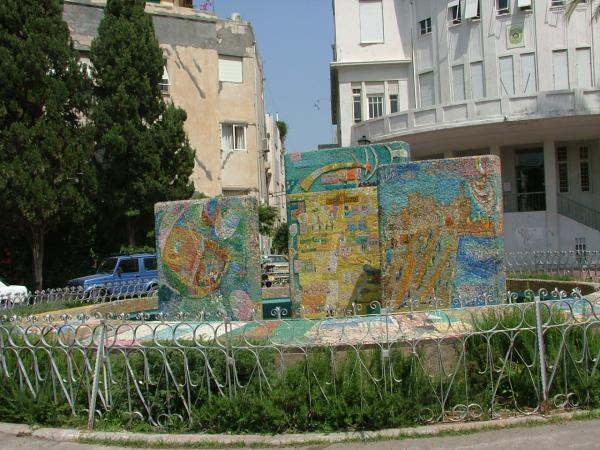
La sculpture de Gutman:4000 ans d'histoire

Pour la place Bialik, elle fait appel au sculpteur et peintre Nahum Gutman (1898-1980), artiste israélien né à Teleneşti, Moldavie, à l'époque partie de l'Empire russe, et dont les parents se sont installés à Odessa en 1903, avant d'émigrer en Israël en 1905. Celui-ci conçoit une sculpture composée de douze panneaux de mosaïque, située tout autour d'un petit bassin et racontant les 4 000 ans d'histoire de Tel Aviv et de Jaffa:
1. La légende grecque d'Andromède sauvée du monstre par Persée à Jaffa.
2. En -1482, Tsahouti, le commandant de l'armée, envoie Thoutmôsis III, pour prendre Jaffa par ruse.
3. La forteresse de Tel Qasile, près de la rivière Yarkon, avec le port et une caravane à l'époque des rois de Juda.
4. La bataille entre Richard Cœur de Lion et Saladin en 1191-1192.
5. En 1799, Bonaparte visitant ses soldats malades de la peste au monastère arménien.
6. Chabbat dans la cour juive : au début du XIXe siècle, commencement de l'émigration en provenance d'Afrique du Nord. La mosaïque représente Yehuda Margoza, rabbin de Jaffa, ainsi qu'Aharon Chellouche et les familles Matalon et Moyal.
7. Sir Moïse et lady Judith Montefiore visitant ses plantations d'agrumes en 1855, en compagnie du consul général britannique à Jaffa Haïm Amazleg.
8. Theodor Herzl à l'hôtel Kamenitz de Jaffa en 1898, dans le but de rencontrer l'empereur Guillaume II.
9. Neve Tzedek, un jour de semaine. En 1887, Neve Tzedek est le premier quartier de Tel Aviv.
10. Le port de Jaffa à la fin du XIXe siècle.
11. Tel Aviv au début des années 1930. Le poète Bialik se promène, tandis que d'autres artistes, Nathan Alterman, Abraham Shlonsky et Eliezer Steinman, sont attablés dans un café.
12. 14 mai 1948, Déclaration d'indépendance de l'État d'Israël. David Ben Gourion s'adresse à la foule.

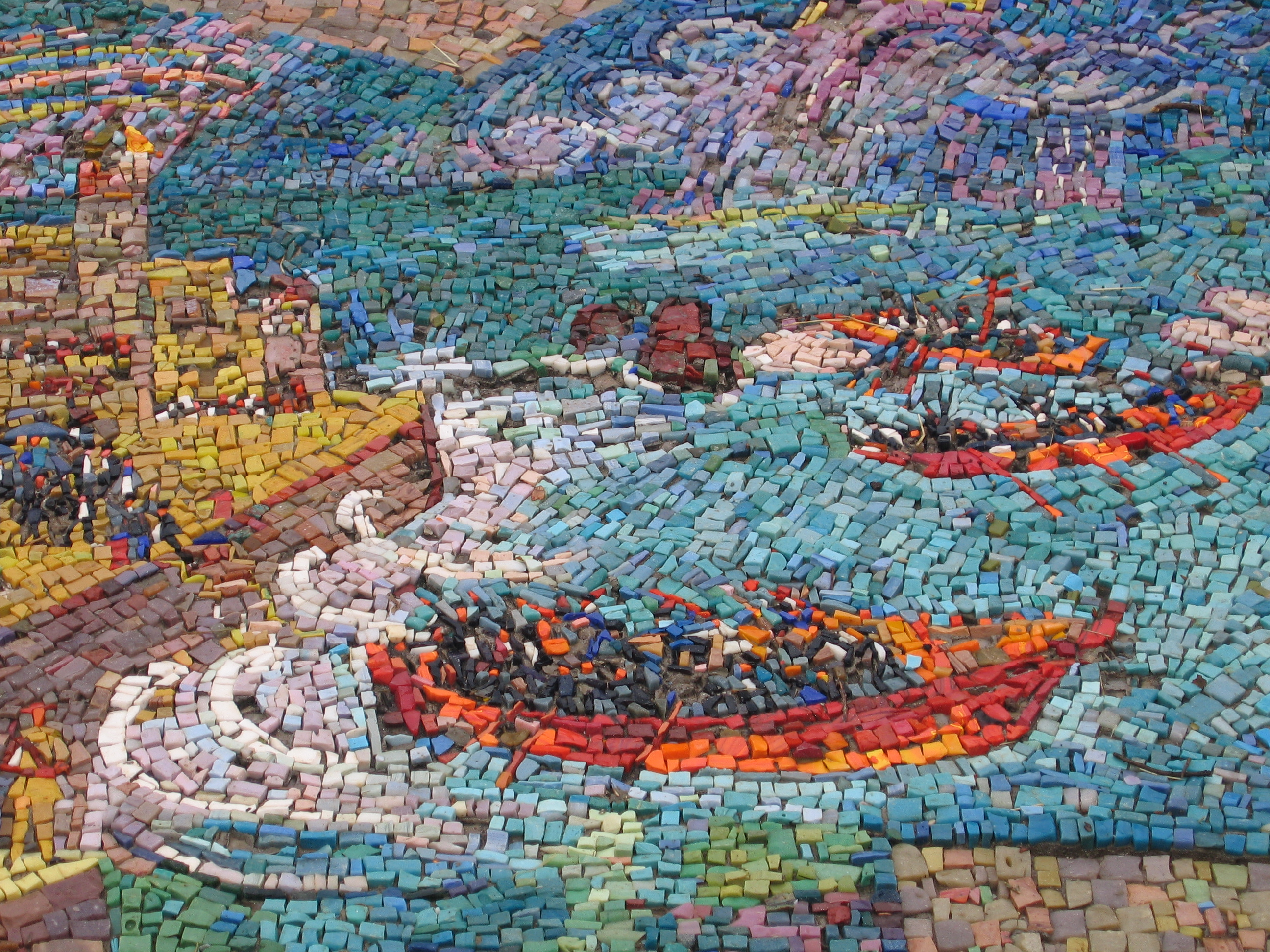
Détails de la sculpture de Gutman

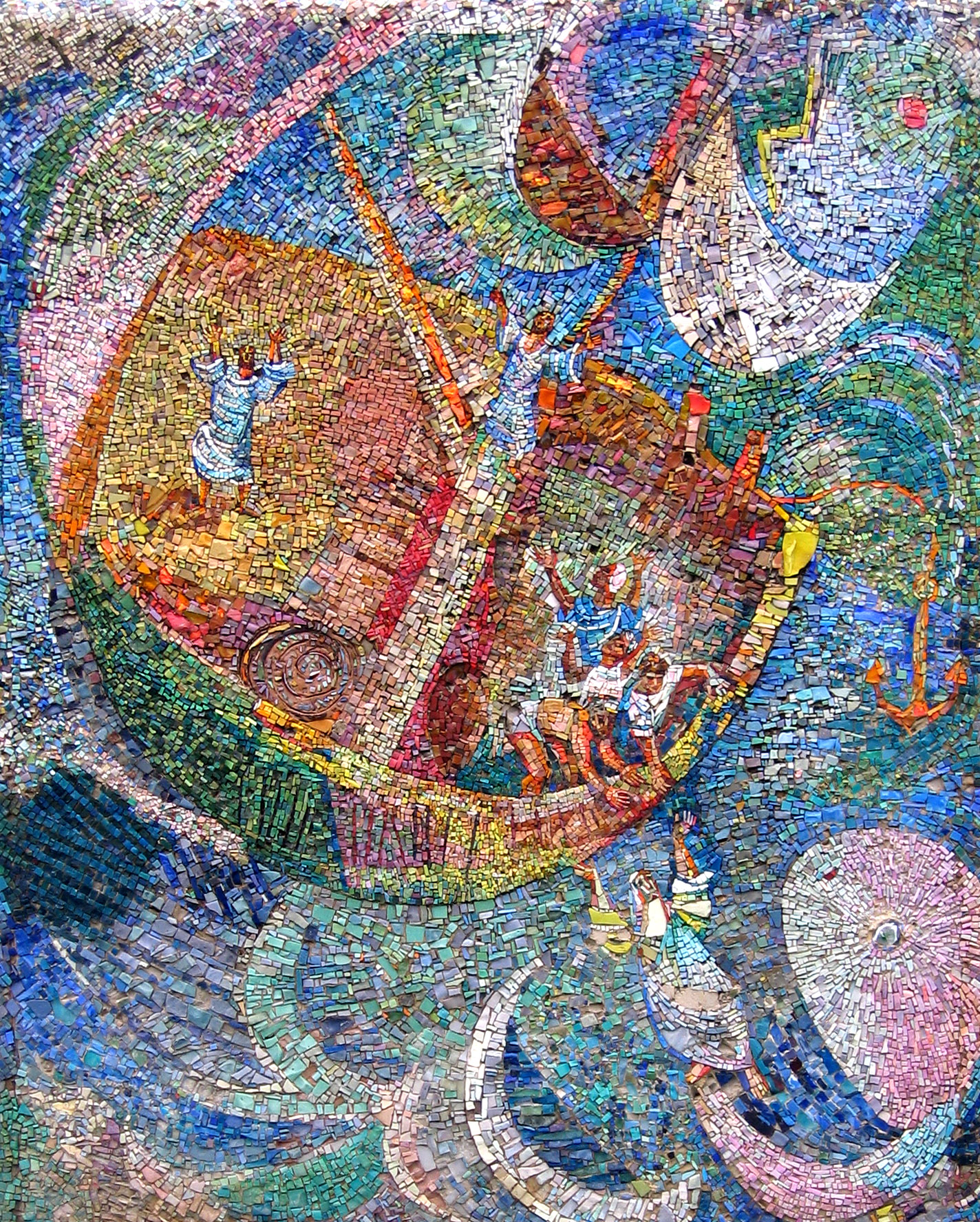
Détails de la sculpture de Gutman

Au centre du bassin, trois grandes dalles de mosaïque : la première décrit de façon colorée l'arrivée et le déchargement des cèdres du Liban au port de Jaffa et leur transport à Jérusalem pour l'édification du Temple. La seconde représente le prophète Jonas prenant un bateau à Jaffa pour Tarsis, dans le but de fuir Dieu. La troisième représente des scènes de Tel Aviv à ses débuts.
Ces créations originales de Gutman, sont réalisées sous sa supervision dans un atelier de mosaïques de Ravenne en Italie. L'œuvre qui porte le nom de Quatre mille ans d'histoire, est inaugurée le 18 janvier 1976.
Le choix de Gutman fait l'objet d'éloges de la part de la classe politique et des artistes. Le maire de Tel Aviv de l'époque, Shlomo Lahat écrit à ce propos:
« Dans l'histoire de l'art, il existe de nombreux artistes qui s'identifient presque totalement avec leur lieu de naissance ou leur lieu de résidence. Mais il me semble qu'il n'y a aucun autre cas d'un artiste qui ait grandi ensemble avec sa ville elle-même, comme Nahum Gutman et Tel Aviv. Il n'y a pas d'autre artiste au monde, apparemment, qui ait eu le privilège d'être en relation avec une ville, depuis ses premières habitations construites sur le sable doré nu, jusqu'à son développement en une ville de plusieurs centaines, puis plusieurs milliers de résidents. »
Une nouvelle restauration et transformation de l'ancien hôtel de ville de Tel Aviv-Jaffa est prévue pour commémorer les cent ans de la Ville Blanche. En 2007, la municipalité considérant que les plaques de mosaïque cachent en partie la vue de la façade de l'ancien hôtel de ville, décide de retirer la sculpture de Gutman et de la remonter dans un autre lieu. À la place sera installé un bassin biologique, similaire à celui qui se trouvait avant la sculpture, avec des poissons rouges, des lis et une fontaine. Devant la fronde des habitants du quartier, la ville nomme un comité d'artistes et d'architectes qui suggère de descendre légèrement les dalles de mosaïque afin de permettre une vue complète du bâtiment. Mais la municipalité refuse leur proposition. Pour beaucoup, c'est une aberration:
« La rue Bialik accueille certaines des constructions architecturales les plus intéressantes et les mieux préservées de la ville, et est vue par beaucoup comme un musée à ciel ouvert présentant les divers styles de construction spécifiques à Tel Aviv.
Aussi, quelle est la logique de retirer une pièce d'art qui raconte l'histoire de la ville, et qui est elle-même une pièce de l'histoire de la ville, d'une rue historique qui doit accueillir un musée de l'histoire de la ville? »

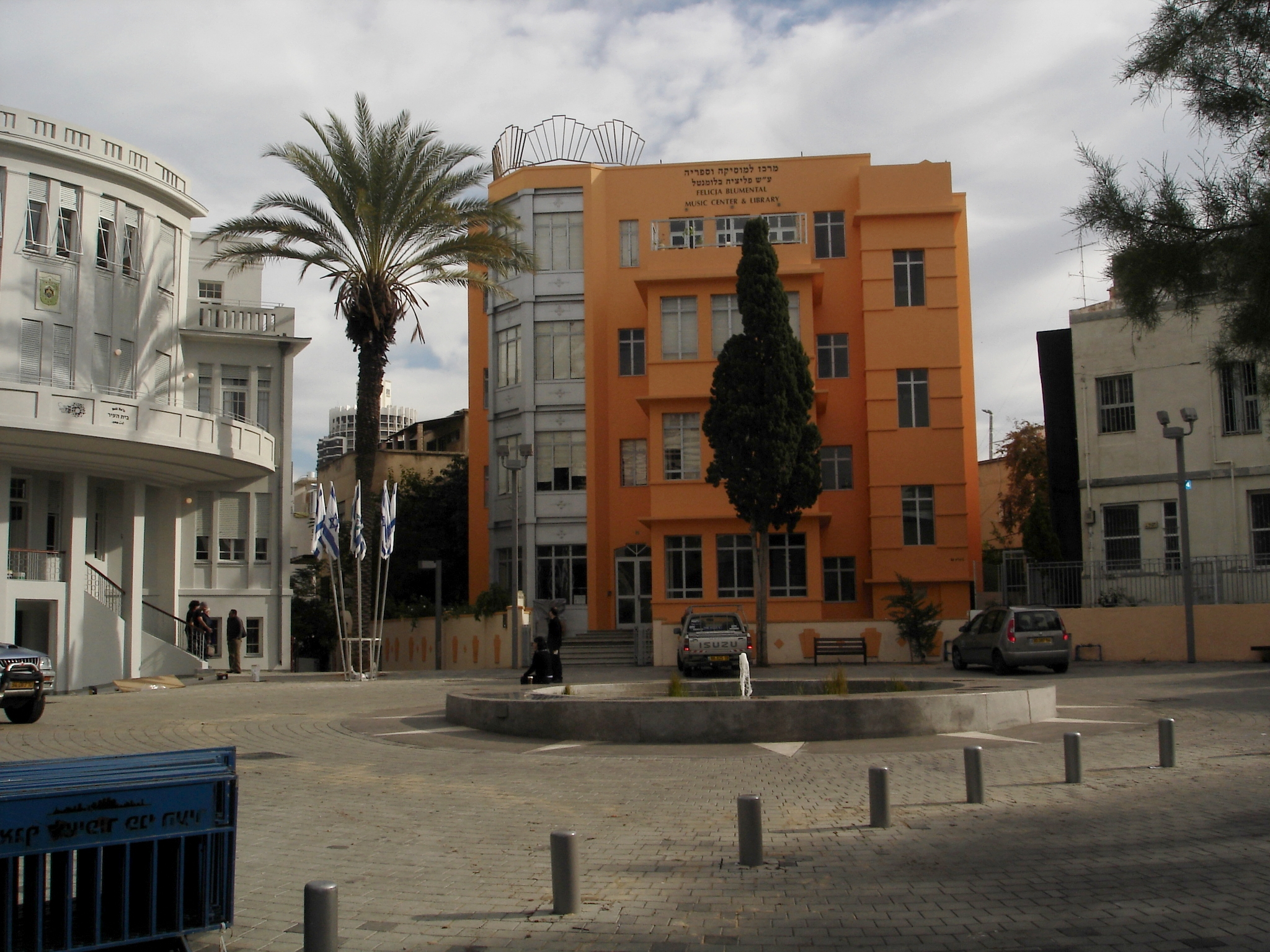
La nouvelle place Bialik en 2009, après retrait de la sculpture de Gutman. À gauche, l'ancien hôtel de ville. Au fond au centre, le Centre Felicja Blumental

L'enlèvement de la sculpture se fait en janvier 2008, contre l'avis de nombreux résidents et de la famille du sculpteur. Celle-ci doit être remontée sur le parvis d'un nouvel immeuble de bureaux, l'Afrique-Israël, situé boulevard Rothschild, une fois celui-ci terminé. Entretemps, la sculpture est mise en réserve par la ville.
En juin 2009, le journal Haaretz provoque un petit scandale en retrouvant la sculpture déposée dans un parking des bennes à ordure:
« Après avoir cherché obstinément, j'ai trouvé ces magnifiques objets d'art déposés comme des ordures, dans le parking des camions poubelle du département de la propreté de la ville, situé au coin des boulevards Derekh Hashalom et Hahaskala, et reposant contre un vulgaire mur de briques. »
Le lendemain, Eran Avrahami, directeur adjoint de la planification doit s'expliquer dans Haaretz:
« C'est la société italienne qui a créé la mosaïque qui s'est occupée de son transport jusqu'au parking et qui la remontera et la restaura à son nouvel emplacement. La mosaïque est gardée 24 heures sur 24. J'ai choisi cet emplacement parmi plusieurs qui m'ont été proposés.  »

### Ancien hôtel de ville – Musée historique de Tel Aviv

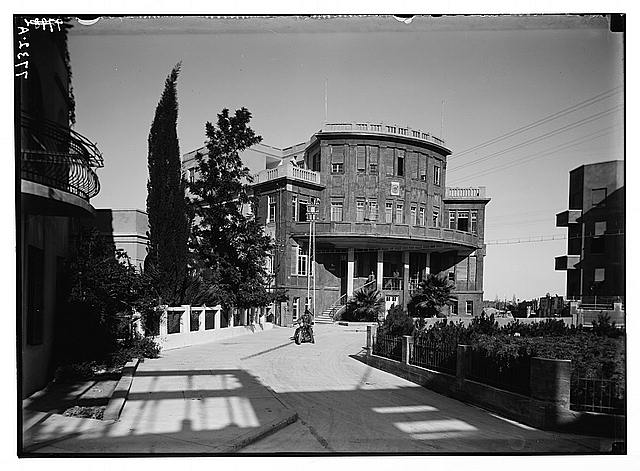
L'hôtel de ville à la fin des années 1920

Situé en bordure nord de la place Bialik, avec pour adresse, 27 rue Bialik, l'ancien hôtel de ville de Tel Aviv- Jaffa, maintenant rénové et devenu le Musée historique de Tel Aviv, clôt la perspective de la rue Bialik, vue de la rue Allenby.
En 1925, Isidor et Phillip Sekura, dirigeants de la Banque américano-palestinienne, font construire un hôtel par l'architecte Moshe Czerner. Ce bâtiment sera par la suite connu sous le nom de Maison Sekura. À la même période, la municipalité de Tel Aviv qui se trouve à l'étroit dans la Maison de la communauté, une petite structure située avenue Rothschild, en dessous du château d'eau, est à la recherche d'un nouveau bâtiment pour ses bureaux.
La municipalité décide de louer la Maison Sekura pour en faire l'hôtel de ville de Tel Aviv- Jaffa et en 1928 acquiert le bâtiment. Les services administratifs de la ville vont occuper ce bâtiment pendant quarante ans, jusqu'à la construction en 1965 de l'hôtel de ville actuel, situé place Rabin, anciennement place des rois d'Israël.
Le déménagement ne s'achève qu'en 1968. Le bâtiment est alors aménagé en Musée de l'histoire de Tel Aviv et rouvre ses portes en 1971. Après une vingtaine d'années, le bâtiment commence à se détériorer et le musée doit fermer. Les locaux sont alors utilisés pour stocker les archives de la ville. En 2002, les archives sont transférées au Musée de la Terre d'Israël à Ramat Aviv et le bâtiment passe sous l'autorité du Département de la construction pour l'amélioration de la ville avec en prévision les cérémonies du centenaire de la ville.
Quand en 2003, l'UNESCO classe la Ville blanche de Tel Aviv comme faisant partie du patrimoine mondial, le quartier Bialik en sa totalité est inclus dans la déclaration. La municipalité décide de procéder à la restauration de l'ancien hôtel de ville sous la direction des architectes Meira Kowalsky et Zvi Efrat, directeur du département architecture à l'École Bezalel, et de l'architecte d'intérieur Dan Hasson. Le nouveau Musée historique de Tel Aviv ouvre ses portes à la fin de 2009, à l'occasion du centenaire de la ville.

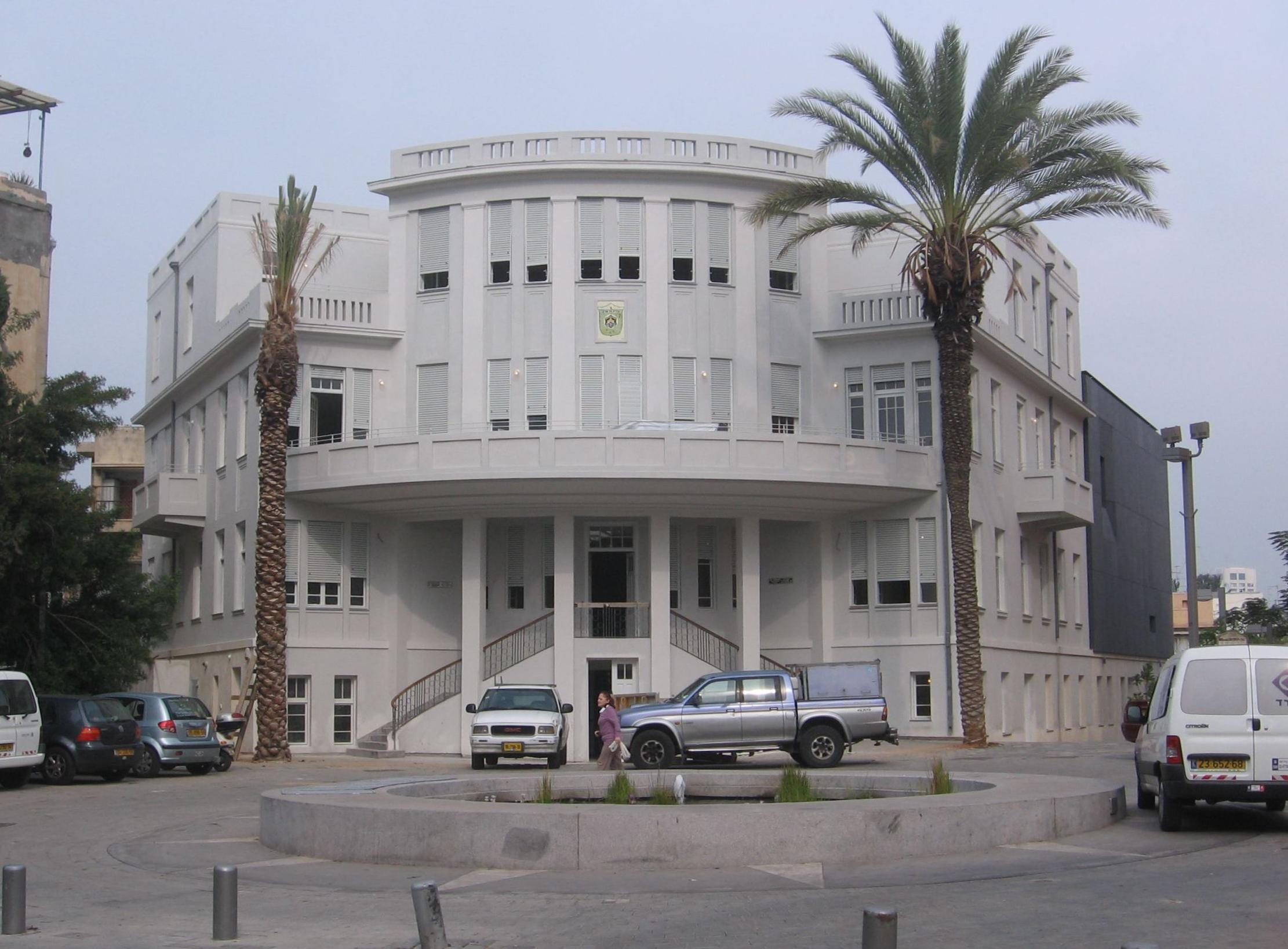
L'ancien hôtel de ville rénové. On aperçoit à l'arrière du bâtiment ancien, la Boîte noire

Le musée comprend deux parties. La première, située dans la Maison Sekura d'origine, comprend différentes pièces, restituant un Tel Aviv d'avant guerre. Sous la supervision du Dr Doron Luria, le bureau du premier maire de Tel Aviv, Meïr Dizengoff (1861-1936), a été reconstitué en son intégralité, y compris les peintures murales qu'il avait spécialement fait peindre. La seconde partie, logée dans un bâtiment nommé la Boîte noire, accolé à l'arrière de la Maison Sekura, de forme cubique et de couleur gris anthracite, présente des collections permanentes et temporaires, un centre d'information virtuel sur le passé de la ville, une bibliothèque et plusieurs salles d'activités.
Le but de ce nouveau musée est double selon sa directrice et conservatrice en chef, Ayelet Bitan-Shlonsky:
« Nous avons deux objectifs pour ce lieu: un musée de façon à se familiariser avec Tel Aviv, son histoire et ses activités, où chaque enfant ou adulte pourra prendre connaissance de l'histoire et de l'esprit de la ville; et sa deuxième fonction d'être une maison communale. Mon intention est de créer une plateforme de participation des citoyens aux questions urbaines. Il est important pour nous, en tant que municipalité, d'être à l'écoute des idées, des désirs et des pensées des résidents sur ce qui concerne le développement de Tel Aviv.  »
En ce qui concerne le bâtiment ajouté, celui-ci a été critiqué en raison de son architecture contemporaine, accolé à un bâtiment éclectique. Kowalsky assure sa défense:

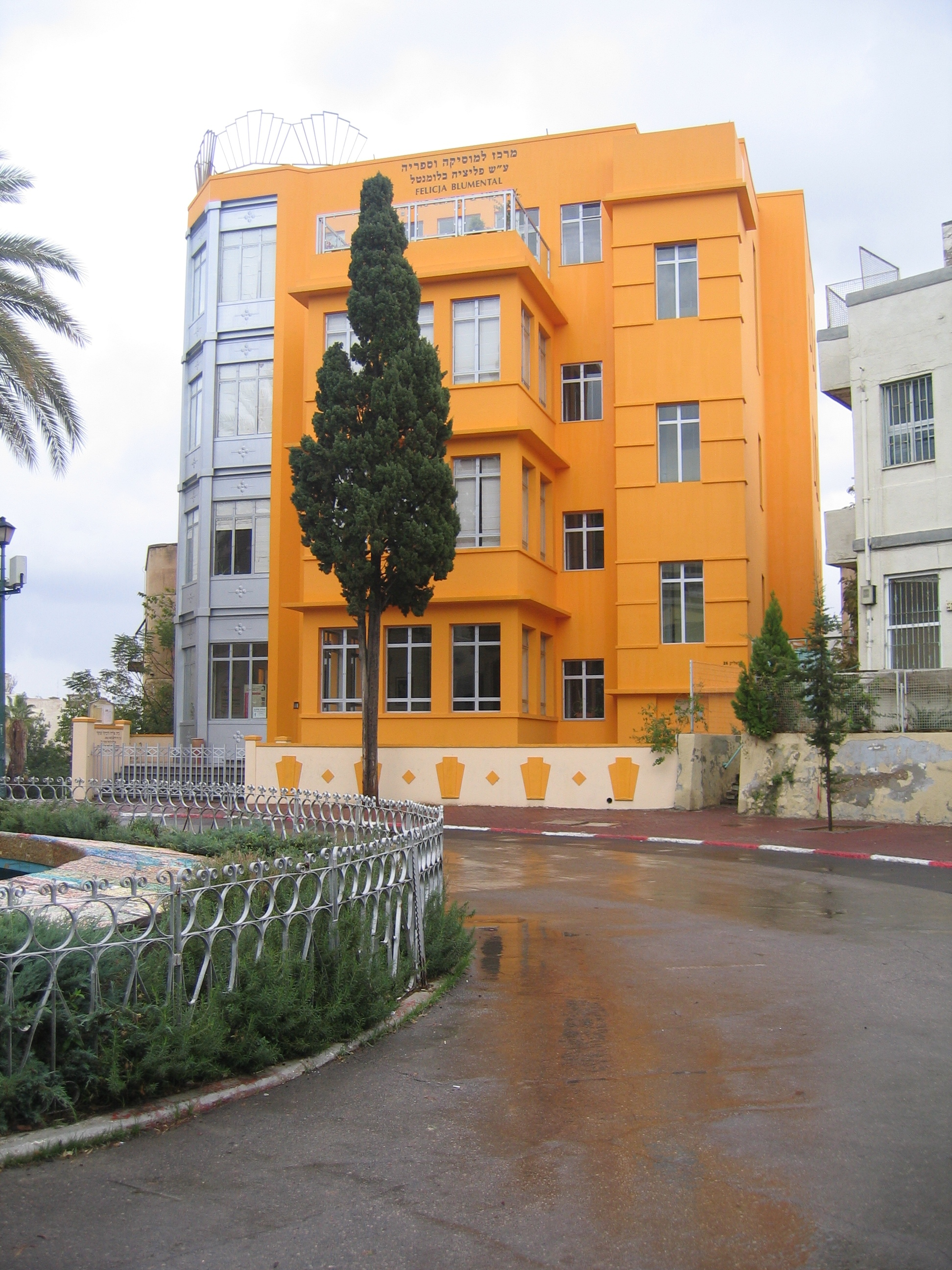
Le centre de Musique Felicja Blumental

« Je ne pense pas que nous ayons fait quelque chose d'extrême. Voila un bâtiment historique qui dans le passé n'était orienté que vers la place Bialik, et nous avons voulu le prendre et lui donner une nouvelle présence et une nouvelle perspective sur la ville. Le monolithe noir est une proclamation emblématique adapté à la ville d'aujourd'hui. »
.

### Centre de musique Felicja Blumental
Sur le côté nord-est de la place Bialik, est situé le Centre de musique Felicja Blumental, un bâtiment de trois étages sur rez-de-chaussée, en crépi orange:
«  La peinture orange de la façade du bâtiment, dont on aurait pu penser qu'elle perturberait la tranquillité de la place, est l'élément qui en association avec la couleur bleue du ciel et la couleur verte des arbres crée une harmonie qui inspire la paix et la sérénité à la place. »
Sur le site, la famille Shenkar, de riches industriels, ont fait bâtir, en 1931, une maison résidentielle de trois étages. Ils en feront don à la ville de Tel Aviv pour être utilisée comme centre culturel. Trop vétuste, elle est démolie en 1994. La ville confie alors à l'architecte Nili Portugali la construction d'un nouveau Centre de Musique qui prendra le nom de la célèbre pianiste Felicja Blumental,, née à Varsovie (Pologne) le 28 décembre 1908, et décédée à Tel Aviv le 28 décembre 1991.
Nili Portugali est une architecte, née le 15 mars 1948 à Haïfa, diplômée de l'Architectural Association School of Architecture (A.A) de Londres en 1973, ayant complété ses études de 1979 à 1981 à l'Université de Californie à Berkeley (États-Unis), et participé aux travaux de recherche du professeur Christopher Alexander au Centre pour la structure environnementale à Berkeley. Elle enseigne à Haïfa, à la Faculté d'architecture et de planification urbaine du Technion, la plus ancienne université technique d'Israël.
Nili Portugali a non seulement réalisé le bâtiment, mais a conçu chaque détail de l'intérieur, de la couleur de la moquette jusqu'à la forme des sièges du petit auditorium de 130 places à la sonorité acoustique exceptionnelle.
Le problème majeur pour l'architecte a été d'incorporer dans un tissu d'habitations historiques un bâtiment moderne. Portugali explique ses choix basés sur la holistique:
« Le nouveau Centre de musique construit place Bialik en 1997, est situé sur le site d'une maison résidentielle de trois étages, construite en 1931 et détruite en 1994. Ma mission a été de concevoir un nouveau bâtiment intégrant une partie reconstruite de la façade de l'ancien.

Ma conception est qu'une fois que vous démolissez un bâtiment et que vous reconstruisez juste un seul élément isolé de celui-ci, il devient un fragment sans signification, car il ne fait alors plus partie d'un tout, et en conséquence ne sert plus le but initial de préserver l'ancien. C'est pourquoi j'ai essayé de traiter la partie reconstruite comme un élément environnemental qui doit être naturellement intégré avec le nouveau bâtiment conçu pour former une entité cohérente fonctionnelle et visuelle.

L'intention était de concevoir un nouveau centre qui soit une partie intégrante de la place. »
Le bâtiment est inauguré en 1996 et est consacré à la pianiste Felicja Blumental. Il incorpore le Centre de musique et sa bibliothèque musicale. La bibliothèque a été fondée en 1951 sous le nom de AMLI (Americans for a Music Library in Israel) et comprend une importante collection de musique classique, de musique israélienne, yiddish et religieuse, de cantillations et de des chansons, formant un ensemble de plus de 18 000 enregistrements, de plus de 5 000 CD et 130 cassettes vidéo, ainsi qu'environ 85 000 livres sur la musique et une collection d'instruments de musique.
Parmi les documents les plus importants, la bibliothèque héberge les archives du violoniste Bronisław Huberman, des compositeurs Menashe Ravina et Yitzchak Edel, du compositeur et violoncelliste Joachim Stoutchevski, ainsi que de la pianiste Felicja Blumental. La collection a été enrichie par les donations faites par le luthier Moshe Weinstein et par la professeur Edith Gerson-Kiwi.

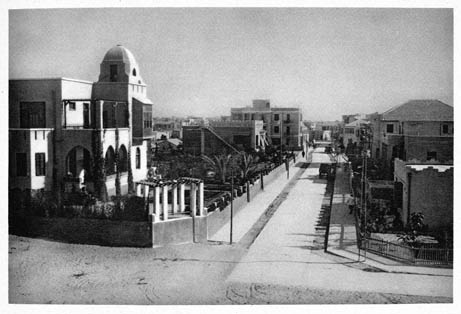
La rue Bialik vue de la place Bialik en 1924. Au premier plan à gauche, la maison Bialik.